# موتورولا 6800
المعالج الدقيق MC6800، المعروف أيضًا باسم "ستة آلاف وثمانمائة"، هو معالج 8-بت صممته وصنعته شركة موتورولا لأول مرة في عام 1974. كان هذا المعالج جزءًا من نظام الكمبيوتر الدقيق M6800، الذي تضمن أيضًا دوائر متكاملة للواجهات التسلسلية والمتوازية، وذاكرة الوصول العشوائي (RAM)، وذاكرة القراءة فقط (ROM)، وشرائح دعم أخرى.Wikipedia
من أبرز ميزات تصميم عائلة M6800 هو أنها كانت تتطلب مصدر طاقة واحد فقط بقوة خمسة فولت، في الوقت الذي كانت فيه معظم المعالجات الدقيقة الأخرى تتطلب ثلاثة مصادر طاقة مختلفة.Wikipedia
أُعلن عن نظام الكمبيوتر الدقيق M6800 في مارس 1974، ودخل مرحلة الإنتاج الكامل بحلول نهاية ذلك العام.
يحتوي جهاز 6800 على ناقل عناوين مكون من 16 بت يمكنه الوصول مباشرة 64 من الذاكرة وناقل بيانات ثنائي الاتجاه مكون من 8 بت. تحتوي على 72 تعليمة مع سبعة أوضاع عنونة بإجمالي 197 رمز تشغيل. كان من الممكن أن يحتوي الطراز MC6800 الأصلي على تردد ساعة يصل إلى 1. كانت الإصدارات الأحدث تحتوي على تردد ساعة أقصى يبلغ 2.
بالإضافة إلى الدوائر المتكاملة، قدمت موتورولا أيضًا نظام تطوير لغة التجميع الكامل. يمكن للعميل استخدام البرنامج على جهاز كمبيوتر بعيد أو على نظام كمبيوتر صغير داخل الشركة. كان Motorola EXORciser عبارة عن كمبيوتر سطح مكتب بُني باستخدام ICs M6800 التي يمكن استخدامها لإنشاء النماذج الأولية وتصحيح أخطاء التصميمات الجديدة. تضمنت حزمة التوثيق الموسعة أوراق البيانات الخاصة بجميع الدوائر المتكاملة، ودليلين لبرمجة لغة التجميع، ودليل تطبيق مكون من 700 صفحة يوضح كيفية تصميم محطة نقطة بيع (سجل نقدي محوسب) حول 6800.
كان الطراز 6800 شائعًا في الأجهزة الطرفية للكمبيوتر وتطبيقات معدات الاختبار ومحطات نقاط البيع. وأُستخدم أيضًا في ألعاب الآركيد وآلات البينبول. طُرح MC6802 في عام 1977، وكان يتضمن 128 بايت من ذاكرة الوصول العشوائي (RAM) ومذبذب ساعة داخلي على الشريحة. تضمنت المعالجات MC6801 وMC6805 ذاكرة الوصول العشوائي (RAM) وذاكرة القراءة فقط (ROM) ووحدة الإدخال/الإخراج (I/O) على شريحة واحدة وكانت شائعة الاستخدام في تطبيقات السيارات. دُمج بعض طرازات MC6805 مع واجهة محيطية تسلسلية (SPI). كان Motorola 6809 عبارة عن تصميم متوافق ومحدث.

## تاريخ

### تاريخ موتورولا في أشباه الموصلات

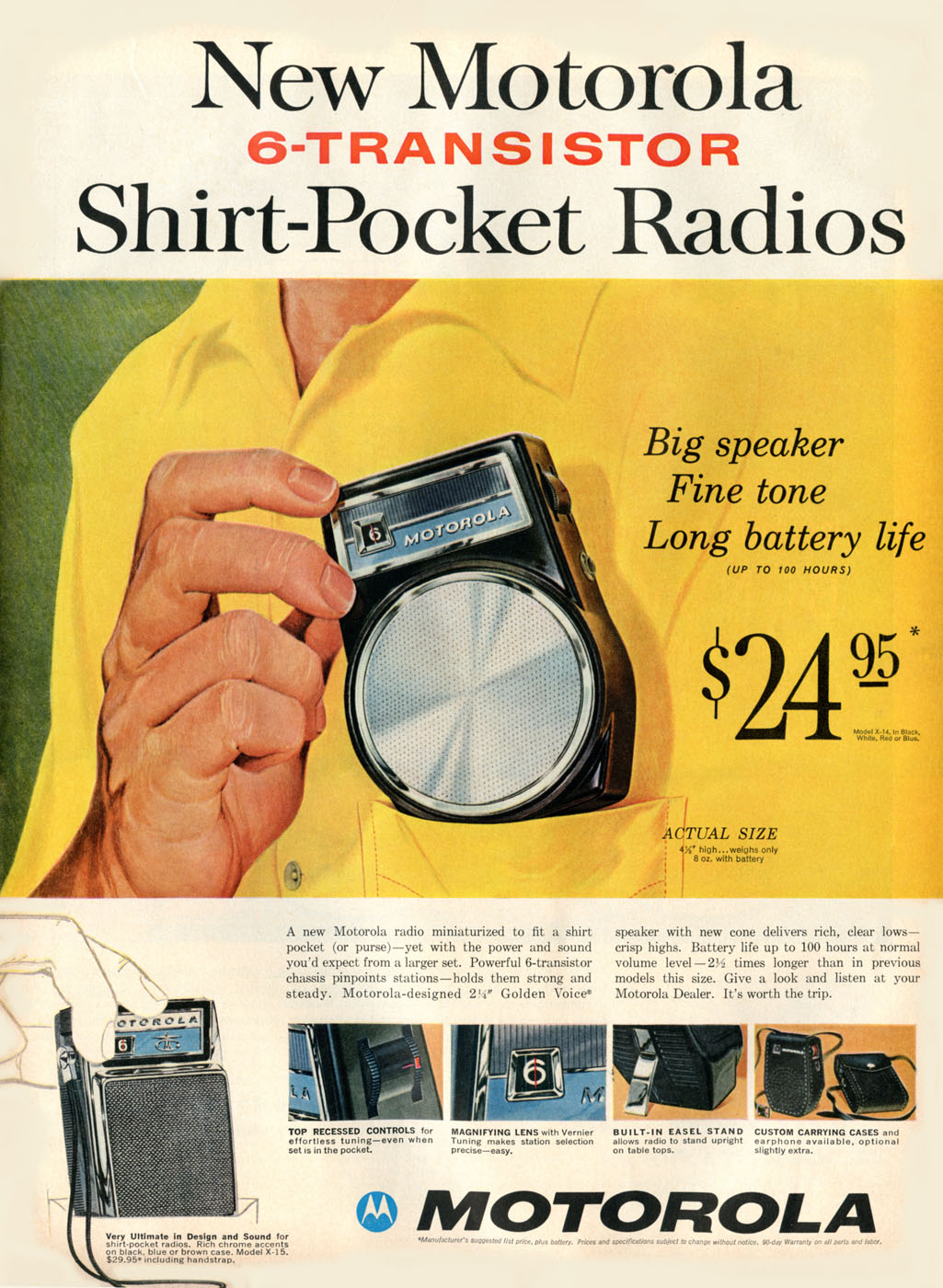
بدأت شركة موتورولا في تصنيع أشباه الموصلات في الخمسينيات من القرن العشرين.

تأسست شركة Galvin Manufacturing Corporation في عام 1928، وغُير اسم الشركة إلى Motorola في عام 1947. بدأوا الإنتاج التجاري للترانزستورات في منشأة جديدة بلغت تكلفتها 1.5 مليون دولار أمريكي في فينيكس، أريزونا في عام 1955.
بحلول منتصف الستينيات، قامت شركة موتورولا بتوسيع قسم أشباه الموصلات التابع لها تحت إشراف ليستر هوجان. أُستخدم ترانزستورات موتورولا ودوائرها المتكاملة داخل الشركة في منتجاتها الخاصة بالاتصالات، والعسكرية، والسيارات، والمنتجات الاستهلاكية، كما بيعت لشركات أخرى. في عام 1968، غادر روبرت نويس شركة فيرتشايلد لأشباه الموصلات ليؤسس شركة إنتل، واستجابت شركة فيرتشايلد بتعيين هوجان كرئيس تنفيذي جديد. انتقل معه ثمانية موظفين آخرين من موتورولا، وأصبحوا معروفين باسم " أبطال هوجان". ومع ذلك، كانت الفوضى الناتجة قصيرة الأجل، واستمرت الشركة في النمو خلال هذه الفترة.
بحلول عام 1973، بلغت مبيعات قسم منتجات أشباه الموصلات (SPD) 419 مليون دولار أمريكي، وكانت ثاني أكبر شركة أشباه موصلات بعد شركة Texas Instruments.

### 5065
بحلول أوائل سبعينيات القرن العشرين، أصبح من الواضح أن معظم الشركات الكبرى في مجال أشباه الموصلات، بما في ذلك شركة فيرتشايلد وشركة إنتل الجديدة، كانت تخطط لتقديم المعالجات الدقيقة. بدأت شركة Intel في التسوق حول المفهوم الأولي لما سيصبح Intel 4004، وفي رحلات المبيعات الخاصة بهم قاموا بزيارة Victor Comptometer في شيكاغو بحثًا عن عملاء محتملين. قدم فيكتور أول آلة حاسبة إلكترونية في العالم تستخدم الدوائر المتكاملة، وهي آلة فيكتور 3900. هناك، رأى توم بينيت التصميم.
في عام 1971، قررت شركة موتورولا الدخول في مجال الآلات الحاسبة. بحثًا عن شخص لقيادة الجهود، عُين توم بعيدًا عن فيكتور. وبعد فترة وجيزة من انضمامه إلى الشركة، زار أوليفيتي شركة موتورولا حاملاً معه مخطط تصميم المعالج الدقيق الذي كانوا يخططون لاستخدامه في سلسلة من الآلات الحاسبة القابلة للبرمجة. وافقت شركة موتورولا على إكمال التصميم وإنتاجه على خطوط PMOS الخاصة بها في فينيكس.
ورغم أن التصميم اكتمل بنجاح في النهاية، إلا أن مصنعهم أثبت عدم قدرته على إنتاج الرقائق. أصبحت المشاكل التي واجهتها هذه الخطوط واضحة مع عدد من الإخفاقات المماثلة؛ كما أثبتت عدم قدرتها على صنع أجهزة ذاكرة تنافسية وتصميمات أخرى. لإنقاذ العقد، قامت موتورولا بترخيص التصميم لمنافستها، موستك، مع شرط أن موستك لا يمكنها البيع إلا خارج سوق الآلات الحاسبة. ثم قامت شركة Mostek بطرح التصميم في السوق باسم Mostek 5065.

### فريق التطوير

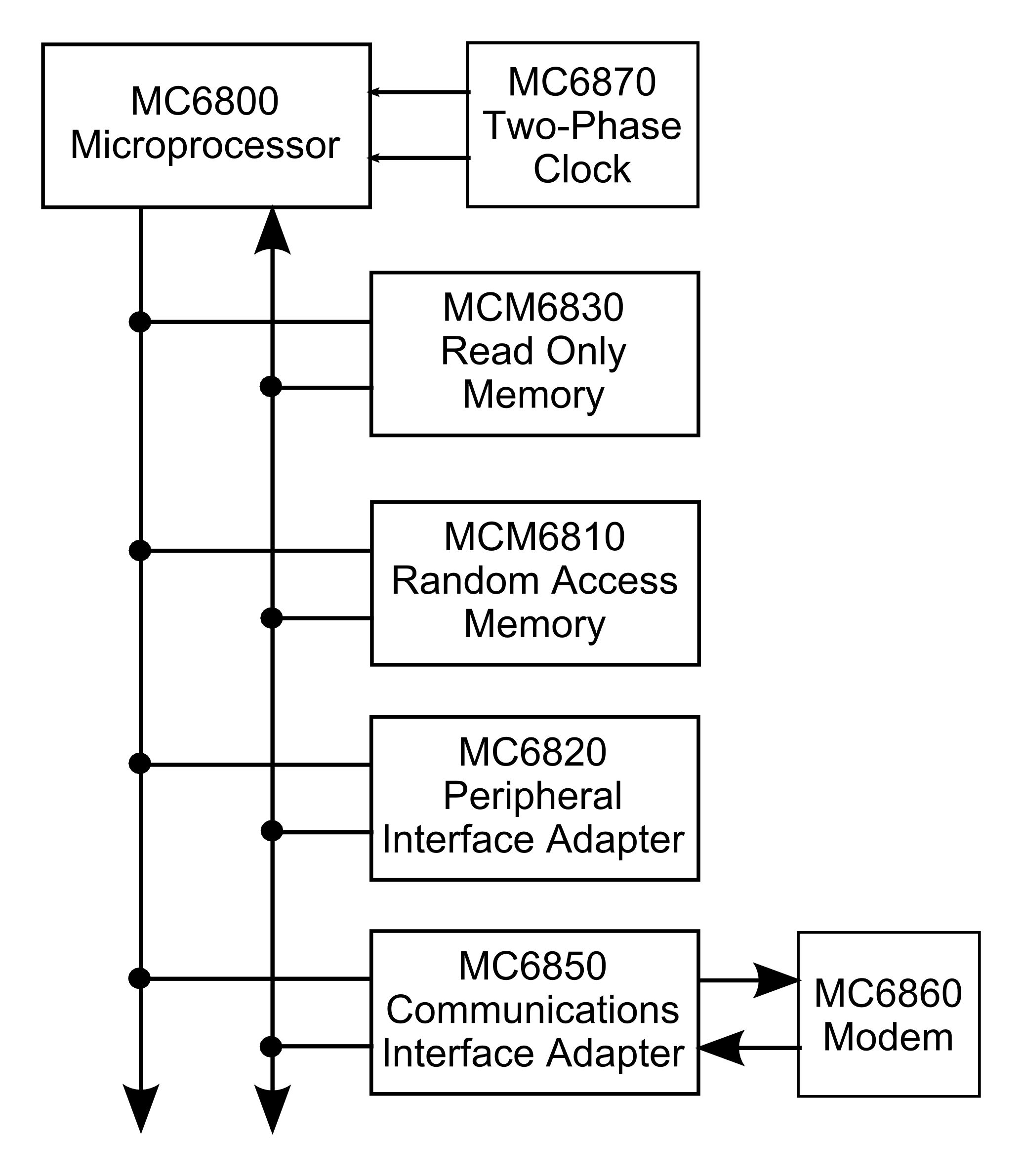
مخطط كتلي لنظام حاسوب دقيق M6800

واصل العملاء التواصل مع الشركة بأفكار جديدة، وأصبح من الواضح بشكل متزايد أن هذه المفاهيم يمكن تنفيذها باستخدام تصميم معالج مرن واحد. بدأت جهود جديدة في أواخر عام 1971، ولكن في أوائل عام 1972، قدم قسم التسويق تقريراً يفيد بأنهم لم يتمكنوا من بيع سوى 18 ألف وحدة على مدى خمس سنوات. غير مقتنع، قرر توم تعيين لينك يونج لمحاولة أخرى. عاد يونج بطلب محتمل لشراء 200 ألف وحدة من شركة البيانات الوطنية، وهو ما يزيد عن ما يكفي لبدء أعمال التصميم.
كان الفريق مكونًا من المصمم توم بينيت، ومدير الهندسة جيف لافيل، ومسوق المنتجات لينك يونج، ومصممي الأنظمة مايك وايلز، وجين شرايبر، ودوج باول. كانوا جميعا موجودين في ميسا، أريزونا، في فينيكس الكبرى. بحلول الوقت الذي انتهى فيه المشروع، كان لدى بينيت 17 مصمم شرائح ومصمم تخطيط يعملون على خمس شرائح. كان لدى شركة لافيل ما بين 15 إلى 20 مهندسًا للنظام وكانت هناك مجموعة أخرى من مهندسي التطبيقات ذات حجم مماثل.
انضم جيف لافيل إلى شركة موتورولا في عام 1966 وعمل في منظمة تسويق صناعة الكمبيوتر. كان LaVell يعمل سابقًا لدى شركة Collins Radio على جهاز الكمبيوتر C8500 الخاص بهم والذي بُني باستخدام ICs ECL صغيرة الحجم. في عام 1971، قاد مجموعة قامت بفحص احتياجات عملائها الحاليين مثل شركة Hewlett-Packard، وشركة National Cash Register، وشركة Control Data Corporation (CDC)، وشركة Digital Equipment Corporation (DEC). سيقومون بدراسة منتجات العملاء ومحاولة تحديد الوظائف التي يمكن تنفيذها في الدوائر المتكاملة الأكبر حجمًا بتكلفة أقل. وكانت نتيجة المسح عبارة عن عائلة مكونة من 15 كتلة بناء؛ يمكن تنفيذ كل منها في دائرة متكاملة. نُفذت بعض هذه الكتل في الإصدار الأولي M6800 وأُضيفت المزيد منها على مدار السنوات القليلة التالية. لتقييم بنية 6800 أثناء تصميم الشريحة، قام فريق لافيل ببناء دائرة مكافئة باستخدام 451 IC TTL صغيرة الحجم على خمسة ألواح بقياس 10 × 10 بوصة (25 × 25). سم) لوحات الدوائر. وفي وقت لاحق، قاموا بتقليص هذا العدد إلى 114 دائرة متكاملة على لوحة واحدة باستخدام أقراص ROM وأجهزة المنطق MSI (التكامل على نطاق متوسط).

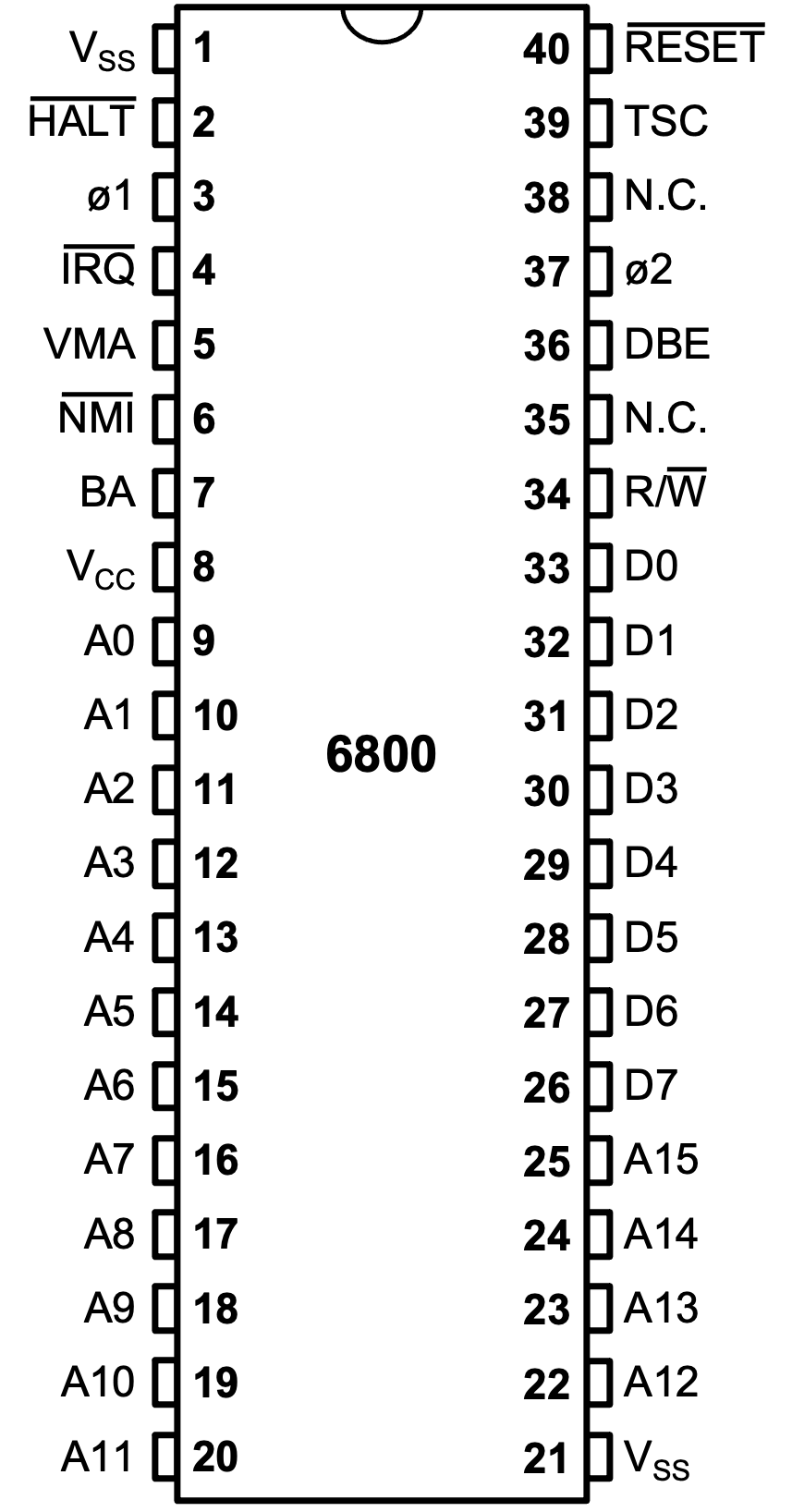
توصيلات شريحة DIP لجهاز Motorola 6800

كان جون بوكانان مصمم ذاكرة في شركة موتورولا عندما طلب منه توم تصميم مضاعف الجهد لجهاز 6800. تتطلب دوائر MOS IC ذات القناة n النموذجية ثلاثة مصادر طاقة: -5 فولت، و+5 فولت، و+12 فولت. كانت عائلة M6800 تستخدم فولتًا واحدًا فقط، +5 فولت. كان من السهل التخلص من مصدر −5 فولت باستخدام عاكس جهد داخلي، ولكن منطق وضع التعزيز يحتاج أيضًا إلى مصدر 10 إلى 12 فولت. ولمعالجة هذه المشكلة، أضاف التصميم مضاعف جهد على الشريحة. قام بوكانان بتصميم الدائرة وتحليلها وتخطيطها للمعالج الدقيق 6800. حصل على براءات اختراع لمضاعف الجهد وتخطيط الشريحة 6800. ساعد رود أورجيل بوكانان في التحليلات وتخطيط الشريحة 6800. وفي وقت لاحق، قام أورجيل بتصميم المعالج الدقيق MOS Technology 6501 المتوافق مع 6800.
انضم بيل لاتين إلى شركة موتورولا في عام 1969 وقامت مجموعته بتوفير أدوات محاكاة الكمبيوتر لتوصيف دوائر MOS الجديدة في 6800. كان كل من بيل وفرانك جينكينز قد التحقا بجامعة كاليفورنيا في بيركلي ودرسا محاكيات الدوائر الحاسوبية تحت إشراف دونالد بيدرسون، مصمم محاكي الدوائر SPICE. كان جهاز محاكاة موتورولا، MTIME، نسخة متقدمة من جهاز محاكاة دائرة TIME الذي طوره جينكينز في بيركلي. نشرت المجموعة ورقة فنية بعنوان "نمذجة جهاز MOS للتنفيذ الحاسوبي" في عام 1973 تصف "تكنولوجيا قناة n أحادية الإمداد 5 فولت" التي تعمل عند 1 ميغا هرتز. تمكنوا من محاكاة دائرة MOSFET 50 على جهاز كمبيوتر رئيسي IBM 370/165. في نوفمبر 1975، انضم بيل إلى شركة إنتل للعمل على الجيل التالي من المعالجات الدقيقة.
انضم بيل مينش إلى شركة موتورولا في عام 1971 بعد تخرجه من جامعة أريزونا. لقد عمل لعدة سنوات كفني إلكترونيات قبل حصوله على درجة البكالوريوس في الهندسة الكهربائية. كانت السنة الأولى في موتورولا عبارة عن سلسلة من الدورات التدريبية لمدة ثلاثة أشهر في أربعة مجالات مختلفة. قام Mensch بإعداد مخطط انسيابي للمودم الذي سيصبح فيما بعد 6860. كما عمل أيضًا في مجموعة التطبيقات التي كانت تعمل على تعريف نظام M6800. بعد عام التدريب هذا، عُين في فريق تطوير محول الواجهة الطرفية 6820 (PIA). كان مينش مساهمًا رئيسيًا في تصميم هذه الشريحة وحصل على براءة اختراع على تخطيط الدائرة المتكاملة وسمي كمخترع مشارك لسبع براءات اختراع أخرى لنظام M6800. وفي وقت لاحق، قام مينش بتصميم المعالج الدقيق MOS Technology 6502.

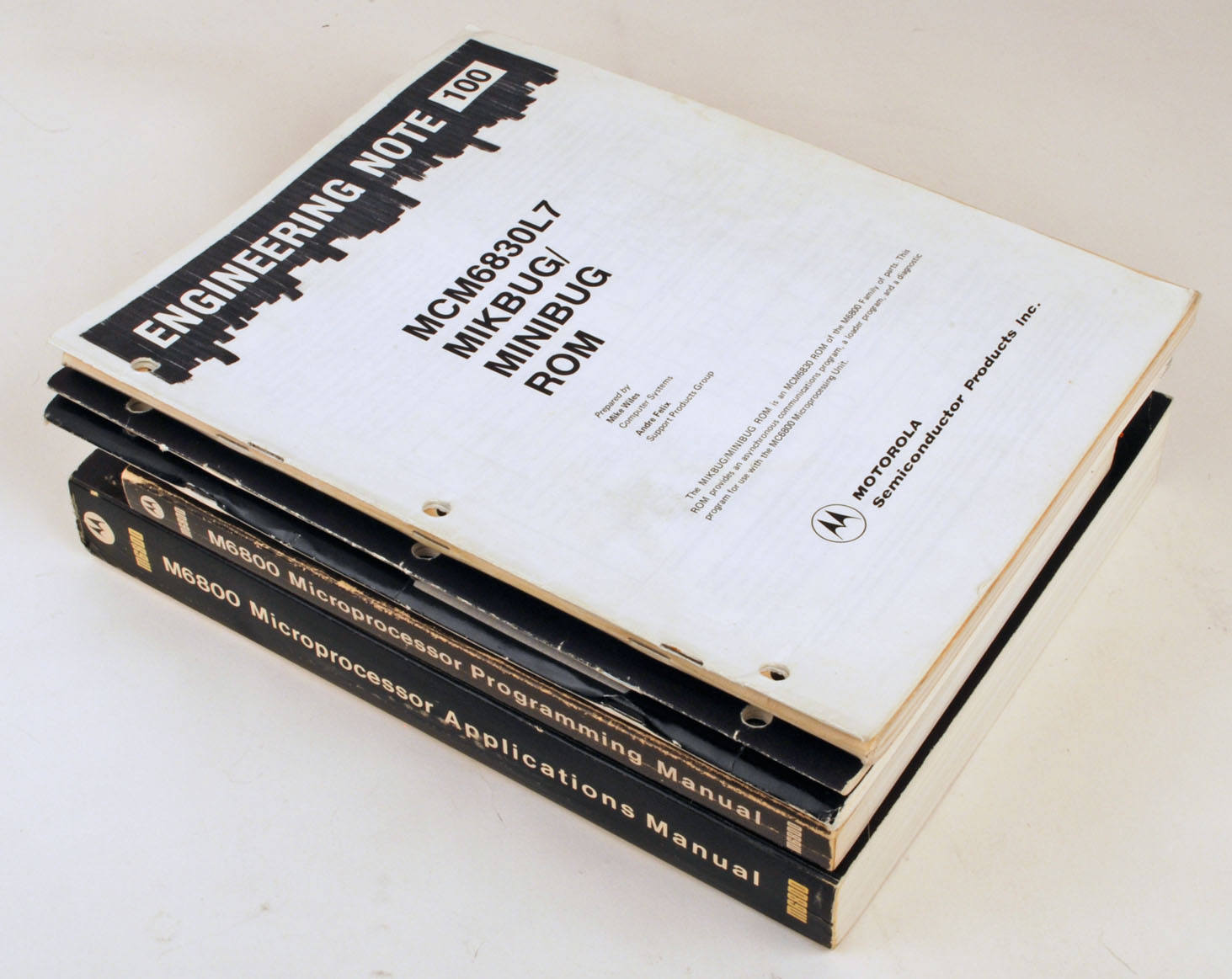
كان MIKBUG جزءًا من الدعم الشامل لجهاز الكمبيوتر الصغير M6800 الذي طورته مجموعة هندسة التطبيقات في Motorola.

كان مايك وايلز مهندس تصميم في مجموعة جيف لافيل وقام بالعديد من الزيارات للعملاء مع توم بينيت خلال مرحلة تعريف المنتج 6800. أُدرج كمخترع في ثمانية عشر 6800 براءة اختراع ولكنه معروف ببرنامج الكمبيوتر MIKBUG. كان هذا عبارة عن شاشة لنظام كمبيوتر 6800 تسمح للمستخدم بفحص محتويات ذاكرة الوصول العشوائي (RAM) وحفظ البرامج أو تحميلها على الشريط. يشغل هذا البرنامج الذي يبلغ حجمه 512 بايت نصف ذاكرة القراءة فقط MCM6830. أُستخدمت ذاكرة القراءة فقط هذه في مجموعة تقييم تصميم Motorola MEK6800 ومجموعات الكمبيوتر للهواة المبكرة. بقي وايلز مع موتورولا، وانتقل إلى أوستن وساعد في تصميم المتحكم الدقيق MC6801 الذي صُدر في عام 1978.
انضم تشاك بيدل إلى فريق التصميم في عام 1973 بعد الانتهاء من تصميم معالج 6800، لكنه ساهم في التصميم الإجمالي للنظام وفي العديد من الرقائق الطرفية، وخاصة واجهة 6820 (PIA) المتوازية. أُدرج بيدل كمخترع في ستة عشر براءة اختراع لشركة موتورولا، ومعظمها تضم ستة أو أكثر من المخترعين المشاركين. مثل المهندسين الآخرين في الفريق، قام بيدل بزيارة العملاء المحتملين وطلب تعليقاتهم. قام بيدل وجون بوكانان ببناء واحدة من أقدم لوحات العرض التوضيحية لـ 6800. في أغسطس 1974، غادر تشاك بيدل شركة موتورولا وانضم إلى شركة أشباه الموصلات الصغيرة في بنسلفانيا، وهي شركة MOS Technology. هناك قاد الفريق الذي صمم عائلة المعالجات الدقيقة 6500.

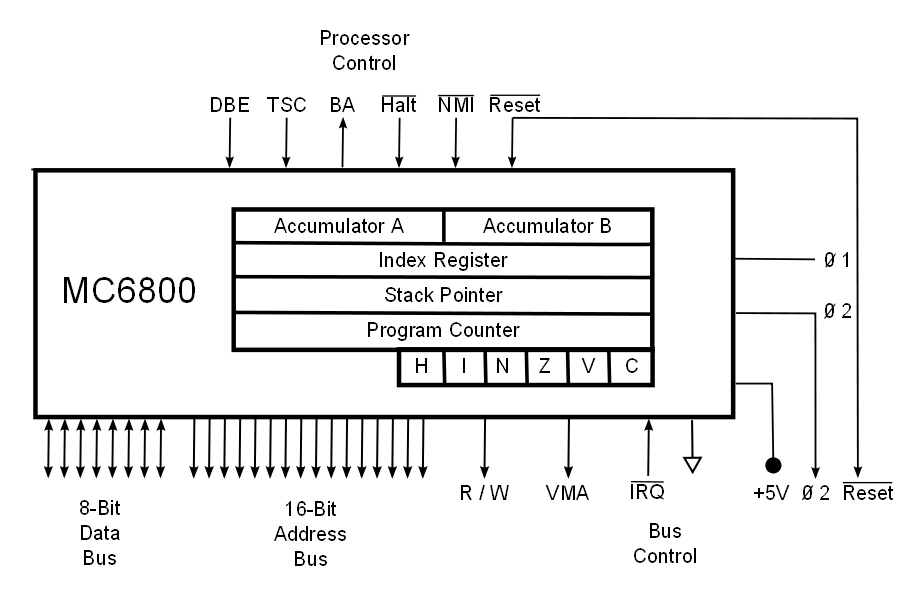
سجلات المعالج الدقيق Motorola MC6800 وخطوط الإدخال/الإخراج

صُمم Motorola 6800 و Intel 8080 في نفس الوقت وكانا متشابهين في الوظيفة. كان 8080 بمثابة امتداد وتحسين لـ Intel 8008، والذي كان بدوره تنفيذًا لـ LSI لتصميم وحدة المعالجة المركزية المستندة إلى TTL المستخدم في Datapoint 2200. كانت بنية 6800 عبارة عن تصميم LSI متوافق مع TTL صُمم على غرار معالج DEC PDP-11.
كان لدى 6800 ناقل بيانات ثنائي الاتجاه مكون من 8 بتات، وناقل عنوان مكون من 16 بتًا يمكنه معالجة 64 كيلوبايت من الذاكرة، وجاءت في حزمة DIP مكونة من 40 دبوسًا. كان لدى 6800 مجمعين مكونين من 8 بت، وسجل فهرس مكون من 16 بت، ومؤشر مكدس مكون من 16 بت. يسمح وضع التوجيه المباشر، المعروف غالبًا باسم الصفحة صفر في المعالجات الأخرى، بالوصول السريع إلى أول 256 صفحة. بايتات من الذاكرة. عُلجت أجهزة الإدخال/الإخراج باعتبارها ذاكرة، وبالتالي لم تكن هناك تعليمات خاصة بالإدخال/الإخراج. عندما أُعيد تعيين 6800، قام بتحميل عداد البرنامج من أعلى عنوان وبدأ التنفيذ في موقع الذاكرة المخزن هناك.
كان لدى 6800 عنصر تحكم ثلاثي الحالات من شأنه تعطيل ناقل العناوين للسماح لجهاز آخر بالوصول المباشر إلى الذاكرة. على سبيل المثال، يمكن لوحدة تحكم القرص المرن تحميل البيانات إلى الذاكرة دون الحاجة إلى أي دعم من وحدة المعالجة المركزية. لقد كان من الممكن أيضًا أن يتمكن معالجان 6800 من الوصول إلى نفس الذاكرة. ومع ذلك، في الممارسة العملية، تتطلب الأنظمة ذات هذا التعقيد عادةً استخدام أجهزة إرسال واستقبال ناقل خارجي لتشغيل ناقل النظام؛ في مثل هذه الدوائر، يُعطل التحكم في ناقل المعالج بالكامل لصالح استخدام القدرات المماثلة لجهاز إرسال واستقبال الناقل. على النقيض من ذلك، استغنى 6802 عن هذا التحكم الموجود على الشريحة بالكامل من أجل تحرير الدبابيس لوظائف أخرى في نفس الحزمة المكونة من 40 دبوسًا مثل 6800، ولكن لا يزال من الممكن تحقيق هذه الوظيفة باستخدام جهاز إرسال واستقبال ناقل خارجي.
طورت أقسام مختلفة في شركة موتورولا مكونات متقدمة لعائلة معالجات M6800، مما أتاح إمكانية بناء أنظمة حاسوبية متكاملة باستخدام مكونات من إنتاج الشركة نفسها.
- قام قسم منتجات المكونات بتصميم دائرة الساعة ثنائية الطور MC6870، والتي توفر إشارات الساعة اللازمة لتشغيل معالج MC6800.
- قدمت مجموعة منتجات الذاكرة مجموعة كاملة من شرائح الذاكرة، بما في ذلك أقراص ROM وRAM، لتلبية احتياجات التخزين المختلفة.
- وفرت مجموعة CMOS مولد معدل البت MC14411، الذي يتيح توليد إشارات ساعة تتراوح بين 75 و9600 بود، مما يجعله مناسبًا لواجهة الاتصال التسلسلية MC6850.Wikipedia
- كانت المخازن المؤقتة لحافلات العناوين والبيانات من بين المنتجات القياسية التي تقدمها موتورولا، مما يسهل تكامل النظام.

بفضل هذه المجموعة المتكاملة من المكونات، كانت موتورولا قادرة على توفير كل ما يلزم من دوائر متكاملة، وترانزستورات، وديودات لبناء نظام حاسوبي يعتمد على معالج MC6800.

### دوائر MOS المتكاملة

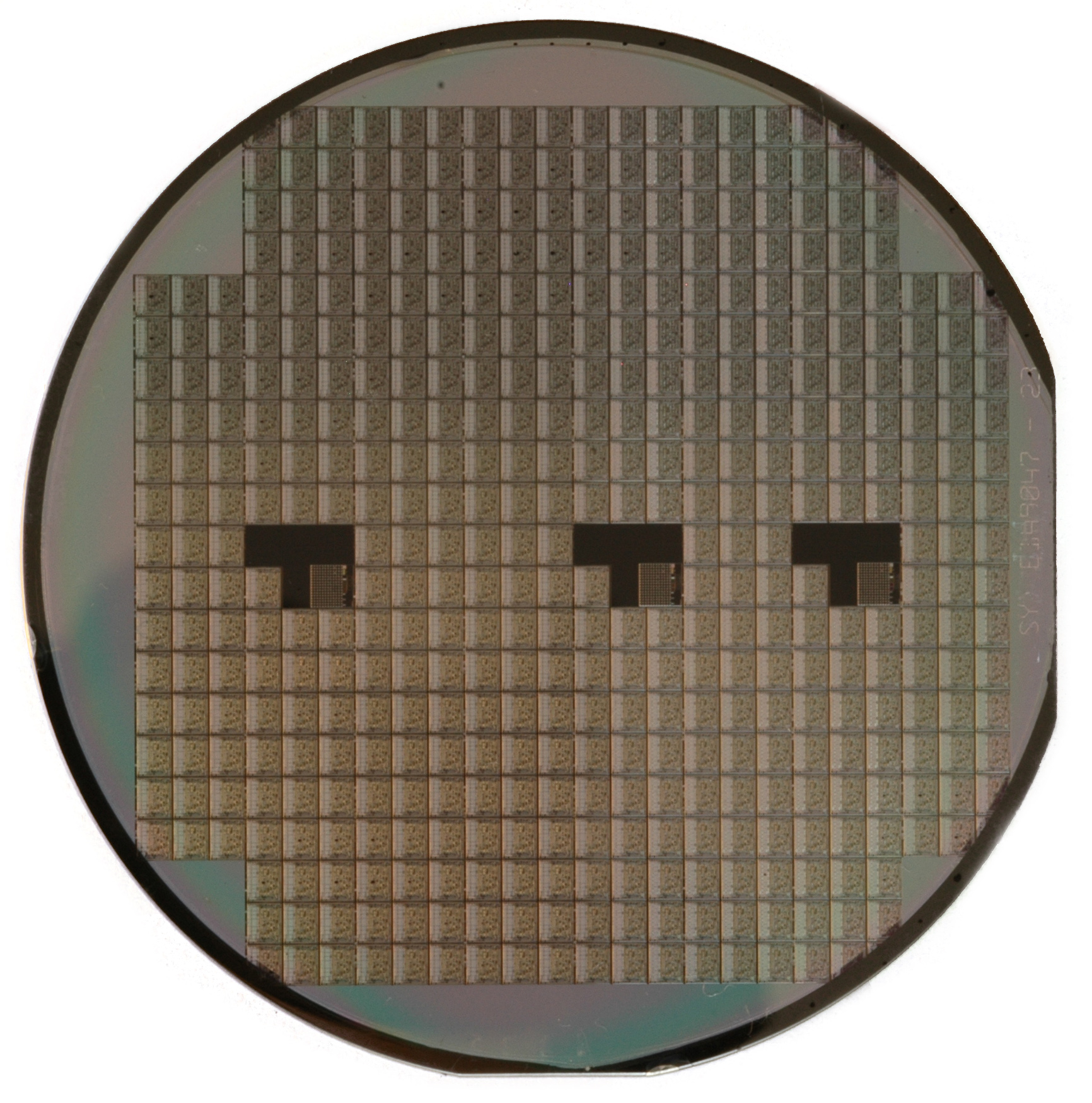
رقاقة السيليكون التي تحتوي على العديد من شرائح الدوائر المتكاملة

استخدمت رقائق أشباه الموصلات المعدنية والأكسيدية (MOS) من الجيل الأول ترانزستورات تأثير المجال ذات القناة p، والمعروفة باسم MOSFETs ذات القناة p (تصف القناة p تكوين الترانزستور). أُستخدمت هذه الدوائر المتكاملة في الآلات الحاسبة وفي أول معالج دقيق، وهو Intel 4004. كان من السهل إنتاجها ولكنها كانت بطيئة ويصعب ربطها بأجهزة IC المنطقية الرقمية TTL الشائعة. يمكن لدائرة MOS المتكاملة ذات القناة n أن تعمل أسرع بمرتين أو ثلاث مرات وكانت متوافقة مع TTL. كان إنتاجها أكثر صعوبة بسبب الحساسية المتزايدة للتلوث والتي تتطلب خط إنتاج نظيف للغاية ومراقبة دقيقة للعملية.  لم تكن لدى موتورولا القدرة على إنتاج MOS ذات القناة n واضطرت إلى تطوير واحدة لعائلة 6800.
اكتملت الدوائر المتكاملة لاختبار MOS ذات القناة n من موتورولا في أواخر عام 1971، وقد أشارت هذه الدوائر إلى أن معدل الساعة سيكون محدودًا بـ 1 ميغا هرتز. أُستخدم ترانزستورات MOS "وضع التعزيز". كانت هناك تقنية تصنيع أحدث تستخدم ترانزستورات MOS " في وضع الاستنزاف" كأحمال، مما يسمح بدوائر أصغر وأسرع (كان هذا يُعرف أيضًا باسم nMOS ذات الحمل الاستنزافي). تطلبت معالجة "وضع الاستنزاف" خطوات إضافية، لذا قررت موتورولا البقاء مع "وضع التحسين" لتصميم جهد الإمداد الفردي الجديد. الـ 1 كان معدل الساعة MHz يعني أن مصممي الشريحة كان عليهم أن يتوصلوا إلى العديد من الابتكارات المعمارية لتسريع إنتاج المعالج الدقيق. كانت الدوائر الناتجة أسرع ولكنها تطلبت مساحة أكبر على الشريحة.
في سبعينيات القرن العشرين، صُنعت أشباه الموصلات على شرائح بقياس 3 بوصات (75 ملم). رقائق السيليكون بقطر (مم). يمكن لكل رقاقة أن تنتج ما بين 100 إلى 200 شريحة أو قالب دائرة متكاملة. ستوضح الأدبيات الفنية طول وعرض كل شريحة بـ "الملليمتر" (0.001 بوصة). الممارسة الصناعية الحالية هي تحديد مساحة الشريحة. تتطلب معالجة الرقاقات خطوات متعددة، وكانت العيوب تظهر في مواقع مختلفة على الرقاقة أثناء كل خطوة. كلما كانت الشريحة أكبر، كلما زادت احتمالية تعرضها لعيب. انخفضت نسبة الرقائق العاملة، أو العائد، بشكل حاد بالنسبة للرقائق التي يزيد حجمها عن 160 مل (4 مم) على الجانب.
كان الحجم المستهدف لـ 6800 هو 180 مليمتر (4.6 بوصة) مم) على كل جانب ولكن الحجم النهائي كان 212 مل (5.4 مم) بمساحة 29.0 مم 2. عند 180 مل، يبلغ 3-بوصة (76 مـم)ستحمل رقاقة حوالي 190 رقاقة، و212 مل تقلل ذلك إلى 140 رقاقة. بهذا الحجم قد يكون العائد 20% أو 28 رقاقة لكل رقاقة. يسلط التقرير السنوي لشركة موتورولا لعام 1975 الضوء على المعالج الدقيق الجديد MC6800 ولكنه يحتوي على عدة فقرات حول "مشاكل إنتاج MOS".
حُلت مشكلة العائد من خلال مراجعة التصميم التي بدأت عام ١٩٧٥ لاستخدام وضع الاستنفاد في أجهزة عائلة M6800. قُلل حجم شريحة 6800 إلى ١٦٠ مل (٤ مم) لكل جانب بمساحة ١٦.٥ مم². سمح هذا أيضًا بسرعات ساعة أعلى، حيث كان يعمل MC68A00 بتردد ١.٥ ميجاهرتز وMC68B00 بتردد ٢.٠ ميجاهرتز. كانت الأجزاء الجديدة متوفرة في يوليو ١٩٧٦.

### مقدمة عن عائلة M6800

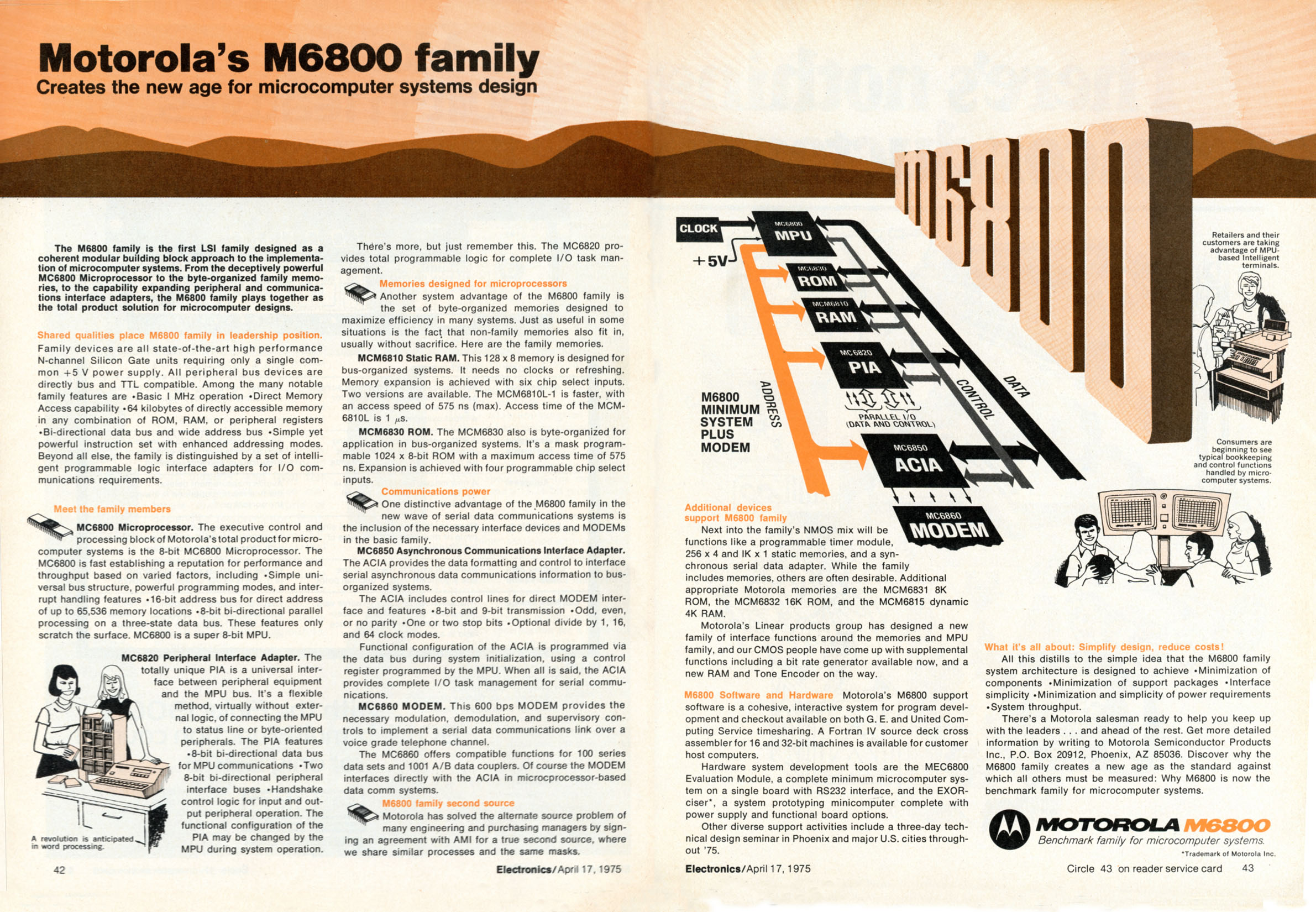
إعلان مبكر لنظام الكمبيوتر الصغير M6800 من موتورولا

احتوى العدد الصادر في 7 مارس 1974 من مجلة Electronics على قصة من صفحتين عن المعالج الدقيق Motorola MC6800 إلى جانب محول واجهة الأجهزة الطرفية MC6820، ومحول واجهة الاتصالات غير المتزامنة MC6850، وذاكرة الوصول العشوائي MCM6810 بحجم 128 بايت، وذاكرة القراءة فقط MCM6830 بحجم 1024 بايت. تبع ذلك مقال من ثماني صفحات في العدد الصادر في 18 أبريل 1974، كتبه فريق تصميم موتورولا. كما تضمن هذا العدد مقالاً يقدم معالج Intel 8080.
بدأ تصميم كل من معالجات Intel 8080 وMotorola MC6800 في حوالي ديسمبر 1972. أُنتجت أول شرائح 8080 عاملة في يناير 1974 وكان الإعلان العام الأول في فبراير 1974. استخدمت شريحة 8080 نفس عملية MOS ذات القنوات N ذات الثلاثة جهد مثل شرائح الذاكرة الحالية لشركة Intel مما سمح ببدء الإنتاج الكامل في أبريل من ذلك العام.
أُنتحت أول شرائح MC6800 عاملة في فبراير 1974 وقُدمت عينات هندسية لعملاء مختارين. أرادت شركة Hewlett-Packard في لوفلاند بولاية كولورادو الحصول على MC6800 لآلة حاسبة مكتبية جديدة وكان لديها نظام نموذجي يعمل بحلول يونيو. استخدم MC6800 عملية MOS جديدة أحادية الجهد N-channel والتي أثبتت أنها صعبة التنفيذ للغاية. أُنتج أخيرًا نظام الكمبيوتر الدقيق M6800 بحلول نوفمبر 1974. ضاهت موتورولا سعر Intel للمعالج الدقيق الفردي، وهو 360 دولارًا. (كان نظام IBM System/360 جهاز كمبيوتر معروفًا في ذلك الوقت). في أبريل 1975، قُدمت مجموعة تصميم الكمبيوتر الدقيق MEK6800D1 مقابل 300 دولار. تضمنت المجموعة جميع الشرائح الست في عائلة M6800 بالإضافة إلى أدلة التطبيق والبرمجة. كان سعر المعالج الدقيق MC6800 الفردي 175 دولارًا.
كان لينك يونج هو المسوق للمنتج الذي قام بتطوير نهج النظام الشامل لإصدار عائلة M6800. بالإضافة إلى إصدار مجموعة كاملة من شرائح الدعم مع المعالج الدقيق 6800، قدمت موتورولا نظامًا لتطوير البرامج والأجهزة. كانت أدوات تطوير البرمجيات متاحة على أجهزة كمبيوتر مشتركة عن بعد أو كان الكود المصدر متاحًا حتى يتمكن العميل من استخدام نظام كمبيوتر داخلي. عادةً ما تُكتب البرامج التي تُشغل على نظام المعالج الدقيق بلغة التجميع. يتكون نظام التطوير من محرر نصوص ومجمع ومحاكي. سمح هذا للمطور باختبار البرنامج قبل اكتمال النظام المستهدف. كان تطوير الأجهزة عبارة عن جهاز كمبيوتر سطح مكتب بني باستخدام وحدة المعالجة المركزية من عائلة M6800 والأجهزة الطرفية المعروفة باسم EXORcisor. قدمت شركة موتورولا دورة تدريبية في تصميم المعالجات الدقيقة لمدة تتراوح من ثلاثة إلى خمسة أيام للأجهزة والبرامج 6800. أصبح هذا النهج الموجه نحو الأنظمة هو الطريقة القياسية التي قُدمت بها المعالجات الدقيقة الجديدة.

### تفكك فريق التصميم
اكتملت جهود التصميم الرئيسية لعائلة M6800 في منتصف عام 1974، وغادر العديد من المهندسين المجموعة أو الشركة. لقد أدت عدة عوامل إلى تفكك مجموعة التصميم.
افتتحت شركة موتورولا منشأة جديدة لتصنيع أشباه الموصلات MOS في أوستن بولاية تكساس. وكان من المقرر أن ينتقل فريق الهندسة بأكمله إلى هناك في عام 1975. كان العديد من الموظفين يفضلون العيش في ضاحية ميسا في فينيكس وكانوا حذرين للغاية بشأن الانتقال إلى أوستن. ولم ينجح قادة الفريق في مساعيهم إلى الإدارة العليا لتأجيل هذه الخطوة.
ضرب الركود صناعة أشباه الموصلات في منتصف عام 1974 مما أدى إلى تسريح الآلاف من العمال. يذكر أحد أعداد نوفمبر 1974 من مجلة إلكترونيات أن شركة موتورولا قامت بتسريح 4500 موظف، وشركة تكساس إنسترومنتس 7000، وشركة سيجنتكس 4000. من المتوقع أن يخسر قسم منتجات أشباه الموصلات في شركة موتورولا ثلاثين مليون دولار في الأشهر الاثني عشر المقبلة، وكانت هناك شائعات بأن مجموعة أشباه الموصلات سوف تُباع. لم تبيع شركة موتورولا القسم ولكنها قامت بتغيير الإدارة والتنظيم. بحلول نهاية عام 1974، قامت شركة إنتل بتسريح ما يقرب من ثلث موظفيها البالغ عددهم 3500 موظف. انتعشت أعمال MOS IC ولكن لم يكن هناك أي ضمان لأمن الوظائف في عامي 1974 و1975.
كان تشاك بيدل (ومهندسون آخرون من موتورولا) يزورون العملاء لشرح فوائد المعالجات الدقيقة. كانت كل من شركة إنتل وموتورولا قد حددتا في البداية سعر المعالج الدقيق الواحد عند 360. كان العديد من العملاء مترددين في اعتماد تقنية المعالج الدقيق الجديدة هذه ذات السعر المرتفع. (كان السعر الفعلي لكميات الإنتاج أقل بكثير.) في منتصف عام 1974 اقترح بيدل معالجًا دقيقًا مبسطًا يمكن بيعه بسعر أقل بكثير. لم تركز استراتيجية "عائلة المنتجات الكاملة" لشركة موتورولا على سعر وحدة المعالجة المركزية ولكن على تقليل التكلفة الإجمالية لتصميم العميل.  رُفضت فكرة بيدل مرارا وتكرارا، وفي نهاية المطاف طلبت منه الإدارة التوقف عن الحديث عنها. وكتب مذكرة تفيد بأن هذه التعليمات كانت بمثابة بيان واضح بأن موتورولا تتخلى عن المفهوم، مما يعني أنها لا تستطيع المطالبة بالملكية الفكرية ضده.

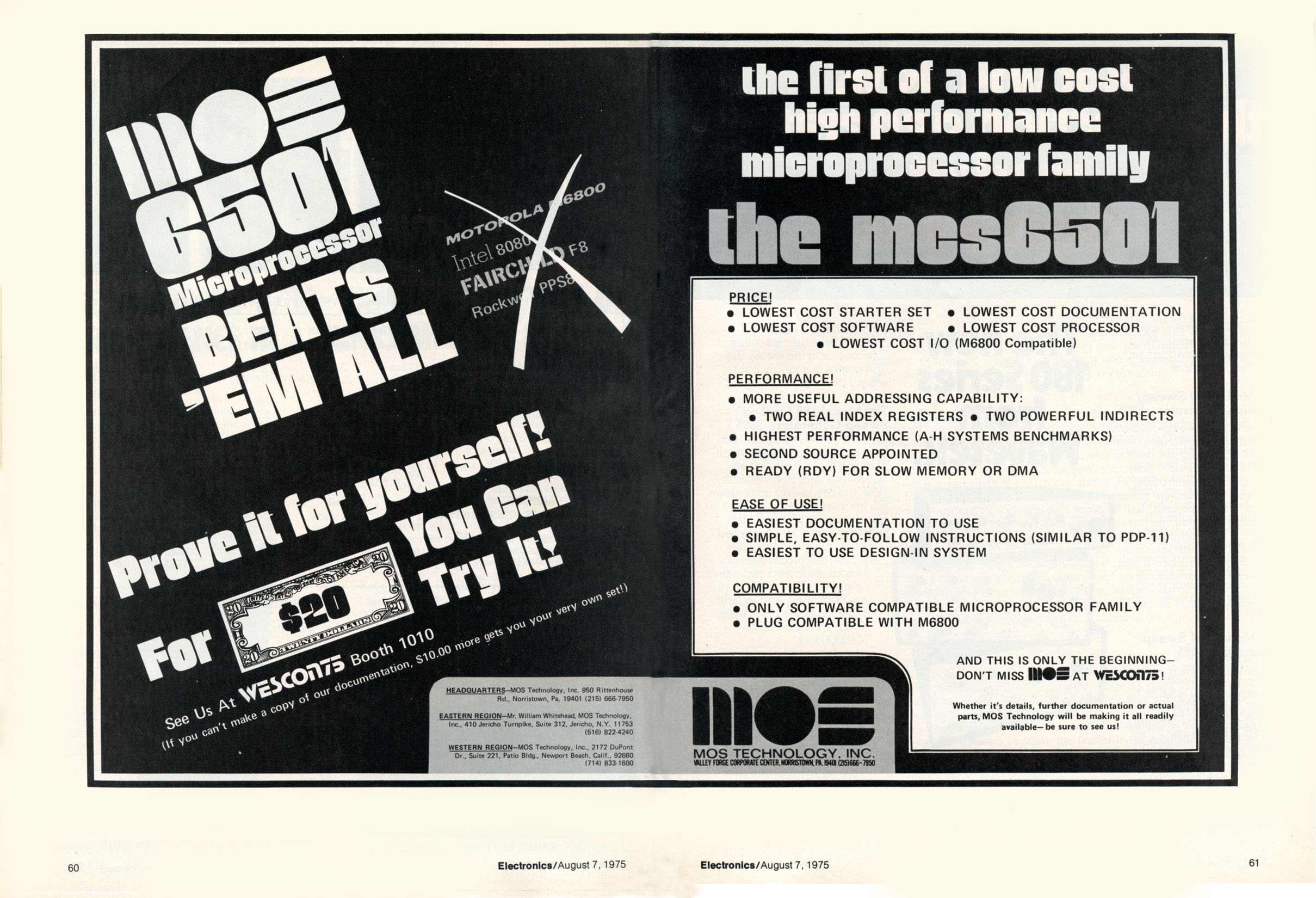
إعلان تمهيدي لمعالج MOS Technology MCS6501 في أغسطس 1975

واصل بيدل العمل لدى موتورولا أثناء بحثه عن مستثمرين لمفهوم المعالج الدقيق الجديد. بعد أن اقترب من شركة Mostek ورفضها، غادر تشاك بيدل شركة موتورولا في أغسطس 1974 وانضم إلى شركة أشباه الموصلات الصغيرة في بنسلفانيا، وهي شركة MOS Technology. وتبعه سبعة مهندسين آخرين من موتورولا: هاري باوكوم، وراي هيرت، وتيري هولدت، ومايك جيمس، وويل ماثيس، وبيل مينش، ورود أورجيل. قامت مجموعة Peddle في شركة MOS Technology بتطوير معالجين دقيقين جديدين متوافقين مع شرائح الأجهزة الطرفية من Motorola مثل 6820 PIA. قام رود أورجيل بتصميم معالج MCS6501 الذي سيوصل بمقبس MC6800 وقام بيل مينش بتصميم MCS6502 الذي يحتوي على دائرة توليد الساعة على الشريحة. لن تتمكن هذه المعالجات الدقيقة من تشغيل برامج 6800 لأنها تحتوي على بنية مختلفة ومجموعة تعليمات مختلفة. وكان الهدف الرئيسي هو الحصول على معالج دقيق يباع بسعر أقل من 25. سيحقق ذلك عن طريق إزالة الميزات غير الأساسية لتقليل حجم الشريحة. ء مؤشر مكدس مكون من 8 بت بدلاً من مؤشر مكون من 16 بت. حذف المجمع الثاني. لم يكن لدى مخازن العناوين وضع ثلاثي الحالات لنقل بيانات الوصول المباشر للذاكرة (DMA). كان الهدف هو تقليل حجم الشريحة إلى 153 مل × 168 مل (3.9  ×  4.3).
كان بيدل متحدثًا فعالًا للغاية وكانت معالجات MOS Technology موضع تغطية واسعة النطاق في الصحافة التجارية. كان أحد أقدم المقالات هو قصة على صفحة كاملة عن المعالجات الدقيقة MCS6501 وMCS6502 في العدد الصادر في 24 يوليو 1975 من مجلة Electronics. نُشرت القصص أيضًا في EE Times (24 أغسطس 1975)، EDN (20 سبتمبر 1975)، و Electronic News (3 نوفمبر 1975)، و Byte (نوفمبر 1975). ظهرت إعلانات 6501 في العديد من المنشورات في الأسبوع الأول من أغسطس 1975. سيعرض الطراز 6501 للبيع في معرض WESCON التجاري في سان فرانسيسكو، في الفترة من 16 إلى 19 سبتمبر 1975، بسعر 20 لكل منهما. في سبتمبر 1975 تضمنت الإعلانات المعالجات الدقيقة 6501 و6502. سيكلف 6502 25 فقط.
استجابت شركة موتورولا لسعر المعالج الدقيق 6800 الذي 20 من شركة MOS Technology عن طريق خفض سعر الوحدة الفردية من المعالج الدقيق 6800 على الفور من 175 إلى 69 ثم رفعت دعوى قضائية ضد شركة MOS Technology في نوفمبر 1975. وزعمت شركة موتورولا أن مهندسي موتورولا الثمانية السابقين استخدموا المعلومات التقنية التي طورت في موتورولا في تصميم المعالجات الدقيقة 6501 و6502. كان نشاط شركة MOS Technology الآخر، وهو رقائق الحاسبة، في تراجع بسبب حرب الأسعار مع شركة Texas Instruments، لذا قرر داعمهم المالي، Allen-Bradley، الحد من الخسائر المحتملة وبيع أصول شركة MOS Technology إلى المؤسسين.جرى تسوية الدعوى القضائية في أبريل عام 1976، إذ وافقت شركة MOS Technology على إيقاف إنتاج شريحة 6501 المصممة لتتوافق مع مقبس معالج Motorola 6800، كما منحت ترخيصًا باستخدام شرائح الأجهزة الطرفية التابعة لشركة Motorola. قامت شركة موتورولا بتخفيض سعر الوحدة الواحدة من هاتف 6800 إلى 35.
تطورت الدعوى القضائية بين شركتي MOS Technology وموتورولا إلى قصة مشابهة لحكاية "داود وجالوت" على مر السنين. أحد النقاط المثارة كان أن موتورولا لم تكن تمتلك براءات اختراع على التكنولوجيا المعنية. هذا كان صحيحًا من الناحية الفنية عند رفع الدعوى في أواخر عام 1975.
في 30 أكتوبر 1974، قبل إصدار معالج 6800، قدمت موتورولا طلبات لعدة براءات اختراع تتعلق بعائلة المعالجات الدقيقة، ومُنحت لاحقًا أكثر من عشرين براءة اختراع. أول براءة اختراع مُنحت لتوم بينيت في 8 يونيو 1976، وكانت تتعلق بناقل العناوين الداخلي لمعالج 6800. أما الثانية، فكانت لبيل مينش في 6 يوليو 1976، لتصميم شريحة 6820. العديد من هذه البراءات تضمنت أسماء مهندسين سابقين في موتورولا كمخترعين مشاركين، وغطت كيفية تفاعل شرائح الأجهزة الطرفية مع المعالج الدقيق.
خلال عملية الاكتشاف في القضية، تبين أن أحد المهندسين، مايك جانيس، قد احتفظ بوثائق تصميم معالج 6800 وأخذها معه إلى MOS Technology، مما عزز مزاعم موتورولا بشأن انتهاك حقوق الملكية الفكرية.Wikipedia
في مارس 1976، ومع اقتراب نفاد الموارد المالية لشركة MOS Technology، وُصّل إلى تسوية. وافقت MOS على سحب معالج 6501 من السوق، ودفع مبلغ مالي لموتورولا، وإعادة الوثائق التي اعتبرتها موتورولا سرية. كما اتفقت الشركتان على ترخيص متبادل لبراءات الاختراع المتعلقة بالمعالجات الدقيقة

### انتقل إلى أوستن

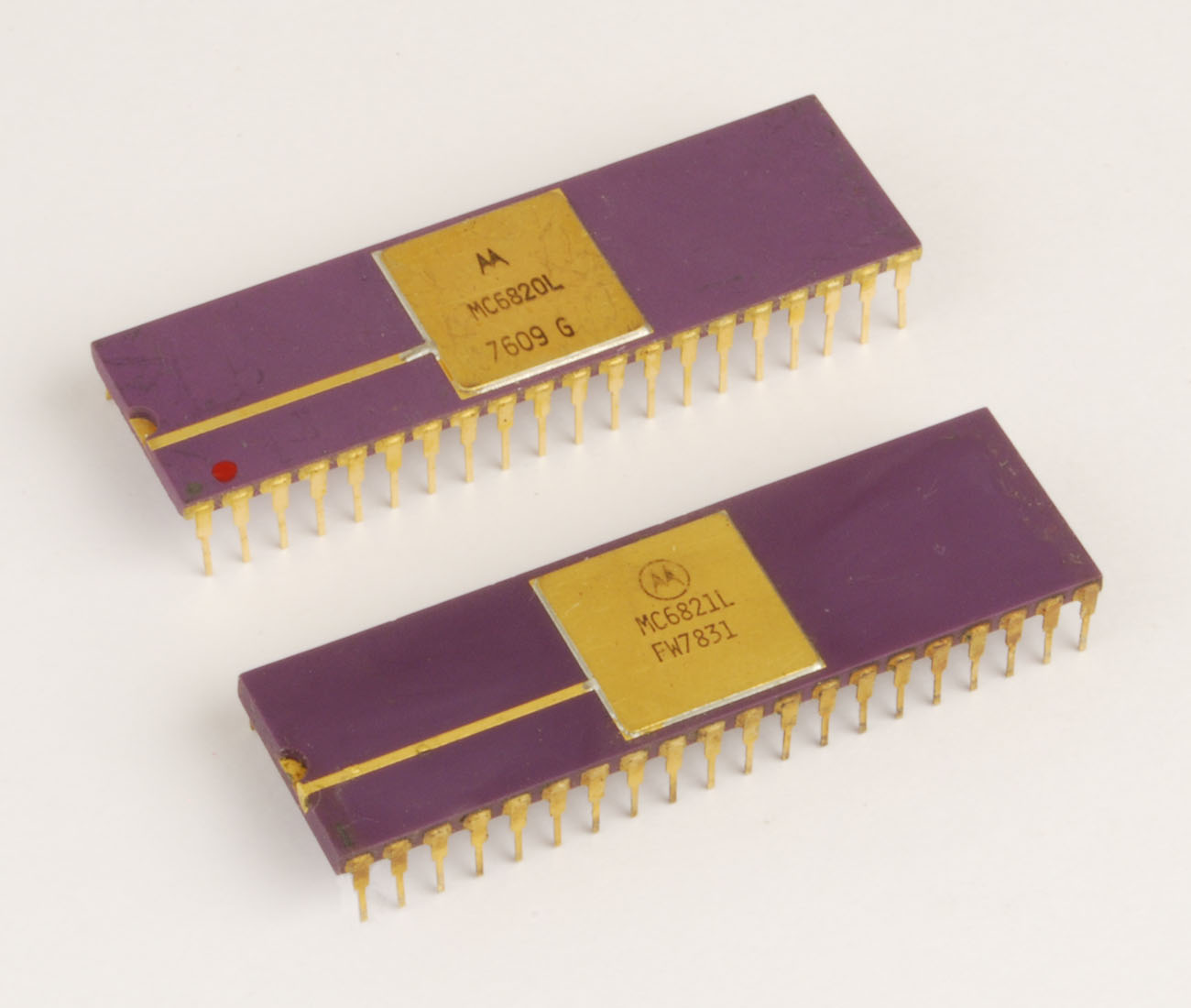
أُعيد تصميم شرائح عائلة M6800 لاستخدام تقنية وضع الاستنزاف. أصبح MC6820 PIA هو MC6821.

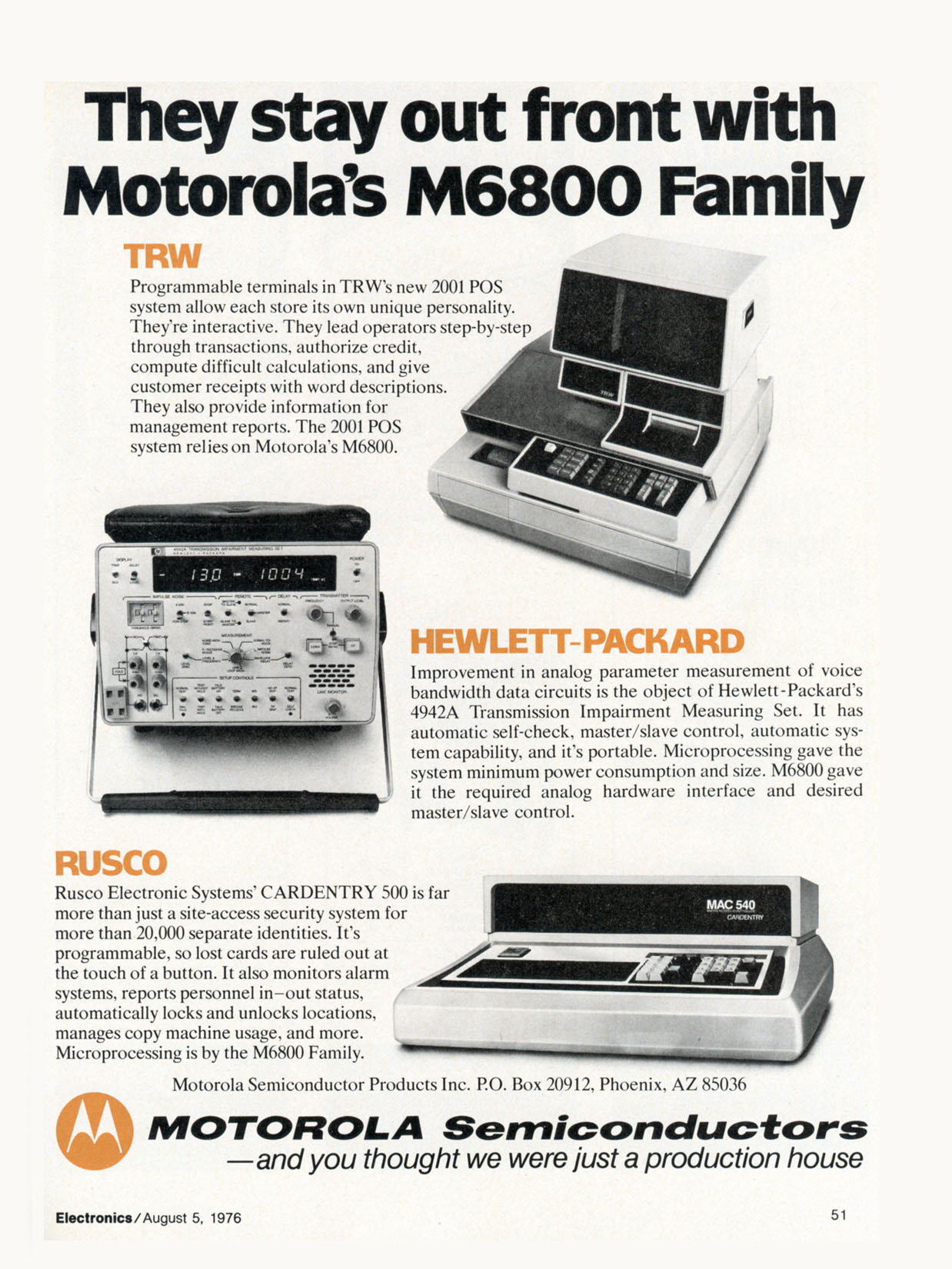
ثلاثة تطبيقات نموذجية لجهاز MC6800، كما هو موضح في إعلان موتورولا من أغسطس 1976: محطة نقطة بيع، وجهاز اختبار إشارة إلكترونية، ونظام إدخال بطاقة أمان.

كان جاري دانييلز يصمم الدوائر المتكاملة للساعات الإلكترونية عندما أغلقت موتورولا وحدة إلكترونيات الساعات الخاصة بها. عرض عليه توم بينيت وظيفة في مجموعة المعالجات الدقيقة في نوفمبر 1974. لم يكن توم راغبًا في مغادرة منطقة فينيكس، لذا تولى غاري دانييلز إدارة تطوير المعالجات الدقيقة في أوستن. (كان دانييلز مدير تصميم المعالج الدقيق لمدة عشر سنوات تالية قبل أن يُرقى إلى منصب نائب الرئيس)
كانت المهمة الأولى هي إعادة تصميم وحدة المعالجة المركزية 6800 لتحسين إنتاجية التصنيع والعمل بسرعة أكبر. استخدم هذا التصميم تقنية وضع الاستنزاف وكان يُعرف داخليًا باسم MC6800D. ارتفع عدد الترانزستورات من 4000 إلى 5000 ولكن مساحة القالب انخفضت من 29.0 مم 2 إلى 16.5 مم 2 (مما يسمح بخفض سعر وحدة المعالجة المركزية إلى 35 دولارًا). تمت مضاعفة الحد الأقصى لمعدل الساعة للأجزاء المحددة إلى 2 ميغا هرتز. كما أُعيد تصميم الرقائق الأخرى في عائلة M6800 لاستخدام تقنية وضع الاستنزاف. كان محول الواجهة المحيطية يحتوي على تغيير طفيف في الخصائص الكهربائية لدبابيس الإدخال/الإخراج، لذا أصبح MC6820 هو MC6821.  اكتملت عملية تطوير الدوائر المتكاملة الجديدة في يوليو عام 1976.
أُصدرت شريحة مولد ساعة جديدة منخفضة التكلفة، MC6875، في عام 1977. أُستبدل IC الهجين MC6870 بقيمة 35 دولارًا. جاء MC6875 في حزمة DIP مكونة من 16 سنًا ويمكنه استخدام بلورة الكوارتز أو شبكة مكثف المقاومة.
وكان هناك مشروع آخر وهو دمج 128 بايت من ذاكرة الوصول العشوائي (RAM) ومولد الساعة على شريحة واحدة تحتوي على 11000 ترانزستور. أُصدر المعالج الدقيق MC6802 في مارس 1977. تحتوي الشريحة المرافقة MC6846 على ذاكرة قراءة فقط (ROM) بحجم 2048 بايت، ومنفذ ثنائي الاتجاه 8 بت ومؤقت قابل للبرمجة. كان هذا حاسوبًا صغيرًا مكونًا من شريحتين. يحتوي 6802 على مذبذب على الشريحة يستخدم 4 خارجيًا بلورة كوارتز ميغاهيرتز لإنتاج المرحلتين 1 ساعة ميغا هرتز. يمكن تعطيل ذاكرة الوصول العشوائي الداخلية بحجم 128 بايت عن طريق توصيل دبوس بالأرض، بيعت الأجهزة التي تحتوي على ذاكرة وصول عشوائي معيبة باسم MC6808.  نادرًا ما أُستخدم المعالج 6808 باعتباره المعالج الدقيق الرئيسي في أجهزة الكمبيوتر العامة، وكان أكثر شيوعًا في الأنظمة المضمنة (أثبت الحاسوب الدقيق ACFA-8 لعام 1979 أنه استثناء).
قُدمت سلسلة من الرقائق الطرفية بحلول عام 1978. يحتوي العداد القابل للبرمجة MC6840 على ثلاثة عدادات ثنائية مكونة من 16 بت والتي يمكن استخدامها لقياس التردد أو عد الأحداث أو قياس الفاصل الزمني. يمكن لوحدة التحكم في الوصول المباشر للذاكرة MC6844 نقل البيانات من وحدة التحكم في الإدخال/الإخراج إلى ذاكرة الوصول العشوائي (RAM) دون تحميل المعالج الدقيق MC6800. يوفر جهاز التحكم MC6845 CRT (CRTC) منطق التحكم لمحطة كمبيوتر تعتمد على الأحرف. كان جهاز 6845 يدعم القلم الضوئي، وهو بديل للفأرة الحاسوبية.
كانت شريحة MC6845 شائعة جدًا: حتى أنها استُخدمت في محول العرض أحادي اللون الأصلي من IBM ومحول الرسومات الملونة الأصلي من IBM لجهاز الكمبيوتر الشخصي من IBM والأجيال اللاحقة، حيث استُخدمت شريحة 6845 مع وحدة المعالجة المركزية Intel 8088. خلال فترة حظر التكنولوجيا خلال الحرب الباردة، أُنتجت نسخة طبق الأصل من 6845 تسمى CM607 في بلغاريا. احتوت بطاقة IBM Enhanced Graphics Adapter (EGA) اللاحقة على شريحة IBM مخصصة (EGA CRTC) والتي حلت محل Motorola 6845، مما أضاف العديد من التحسينات بطريقة متوافقة في الغالب. تتضمن مجموعة رسومات الفيديو IBM (VGA)، التي أصبحت منتشرة في كل مكان، مجموعة فرعية متوافقة تقريبًا من EGA CRTC، ولا تزال متوافقة في الغالب مع MC6845 (ولكن في هذه المرحلة بدون دعم القلم الضوئي، والذي احتفظت به EGA CRTC).
المعالج الدقيق MC6801، الذي يُعرف اليوم بالمتحكم الدقيق، هو شريحة أحادية تجمع بين وحدة المعالجة المركزية MC6802 و128 بايت من ذاكرة الوصول العشوائي (RAM)، و2 كيلوبايت من ذاكرة القراءة فقط (ROM)، ومؤقت 16 بت، و31 خط إدخال/إخراج متوازي قابل للبرمجة، بالإضافة إلى منفذ تسلسلي. أما الطراز MC6803، فهو مشابه لـ MC6801 لكنه يفتقر إلى ذاكرة ROM المدمجة ويحتوي على عدد أقل من خطوط الإدخال/الإخراج.
ًصُمم MC6801 في الأصل للاستخدام في التطبيقات الصناعية، وكان من أوائل المعالجات الدقيقة التي تضمنت تعليمات الضرب، مما جعله مناسبًا لتطبيقات التحكم الدقيقة. ومع ذلك، نظرًا لتكلفته العالية نسبيًا، طُّور نسخة مبسطة منه، وهي MC6805، لتلبية احتياجات التطبيقات التي تتطلب تكلفة أقل.
كان MC6801 أحد أوائل المعالجات الدقيقة التي تحتوي على تعليمات مضاعفة.:4–45
يعد Hitachi HD6303 (لا ينبغي الخلط بينه وبين Hitachi 6309) إعادة تنفيذ من مصدر ثانٍ لـ Motorola MC6803، مع بعض التعليمات الإضافية، وتنفيذ أسرع قليلاً لتعليمات الضرب 8x8. أُستخدم Hitachi HD6303 في أول جهاز مساعد رقمي شخصي (PDA)، وهو جهاز Psion Organiser الذي صدر عام 1984. أُستخدم Hitachi HD6303 أيضًا في "Pocket Telex" لعام 1983.
أُستخدم Motorola MC6803 أيضًا في TRS-80 MC-10 و Matra Alice ذات الصلة الوثيقة.
كان MC6809 أكثر معالجات موتورولا الدقيقة 8 بت تطورًا. كان يحتوي على مجموعة تعليمات جديدة مشابهة لـ 6800، إلا أنه تخلّى عن توافق شفرة التشغيل لتحسين الأداء ودعم اللغات عالية المستوى. كان المعالجان 6809 و6800 متوافقين برمجيًا، حيث استطاعت برامج التجميع (وعادةً ما كانت تفعل ذلك) إنشاء شفرة معادلة لشفرات تشغيل 6800 التي لم يحاكيها 6809 مباشرةً. وبهذا المعنى، كان 6809 متوافقًا مع 6800 تصاعديًا. احتوى 6809 على سجلي فهرس 16 بت، ومؤشري مكدس 16 بت، والعديد من التعليمات لإجراء عمليات 16 بت، بما في ذلك أول تعليمة ضرب 8 بت (لتوليد ناتج 16 بت) في المعالج الدقيق. كانت النقاط الرئيسية الأخرى في تصميم 6809 هي الدعم الكامل لكل من الكود المستقل عن الموضع (كود الكائن الذي يمكن تشغيله أينما حُمل في الذاكرة) والكود القابل لإعادة الدخول (كود الكائن الذي يمكن إعادة استدعاؤه عند مقاطعته أو عن طريق استدعاء نفسه بشكل متكرر )، وهي الميزات التي شوهدت سابقًا فقط في الأجهزة الأكبر حجمًا مثل أجهزة الكمبيوتر المركزية IBM 360

## الاستخدام في أجهزة الكمبيوتر الشخصية

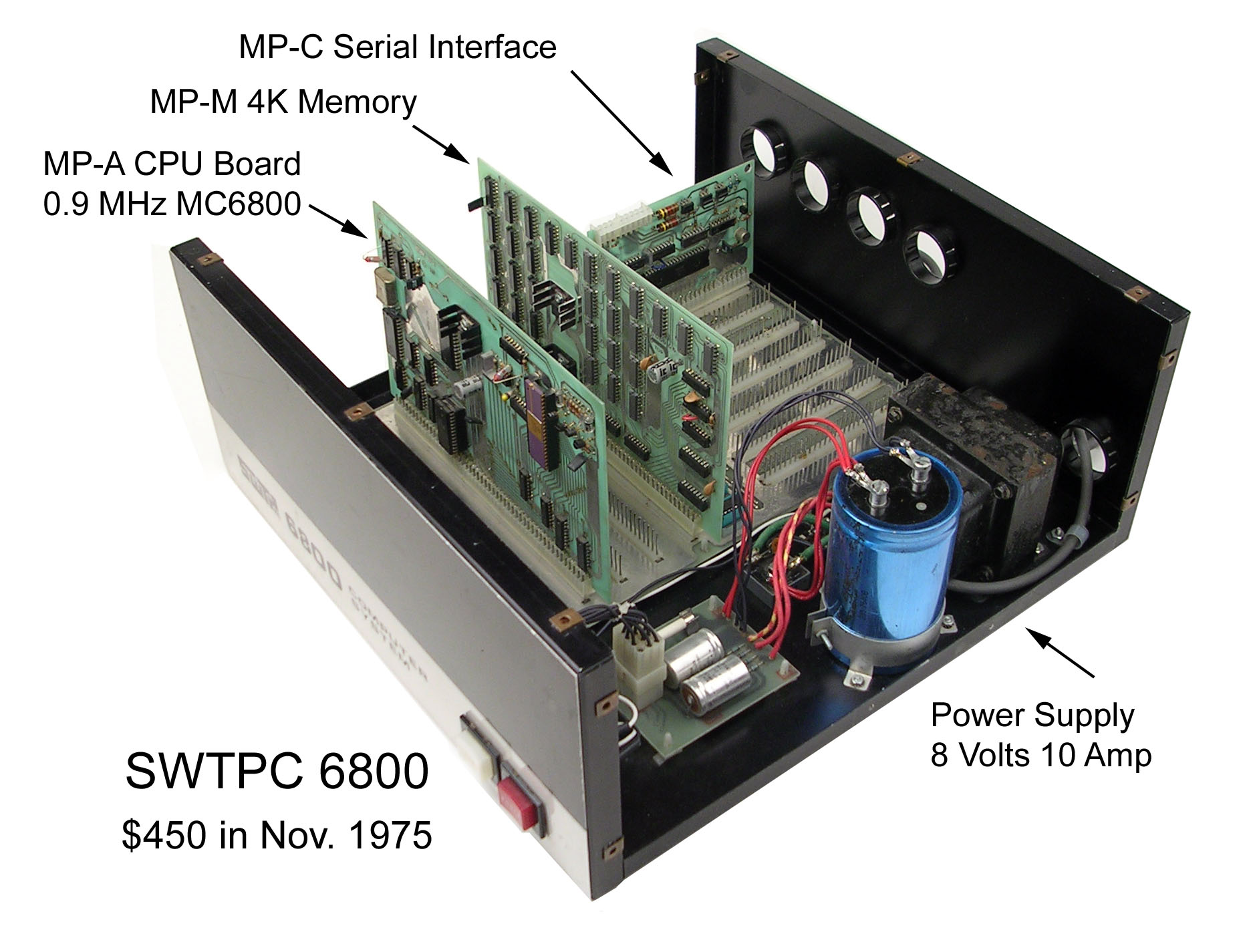
كان نظام الكمبيوتر SWTPC 6800، الذي قُدم في نوفمبر 1975، يعتمد على مجموعة شرائح تقييم التصميم MEK6800.

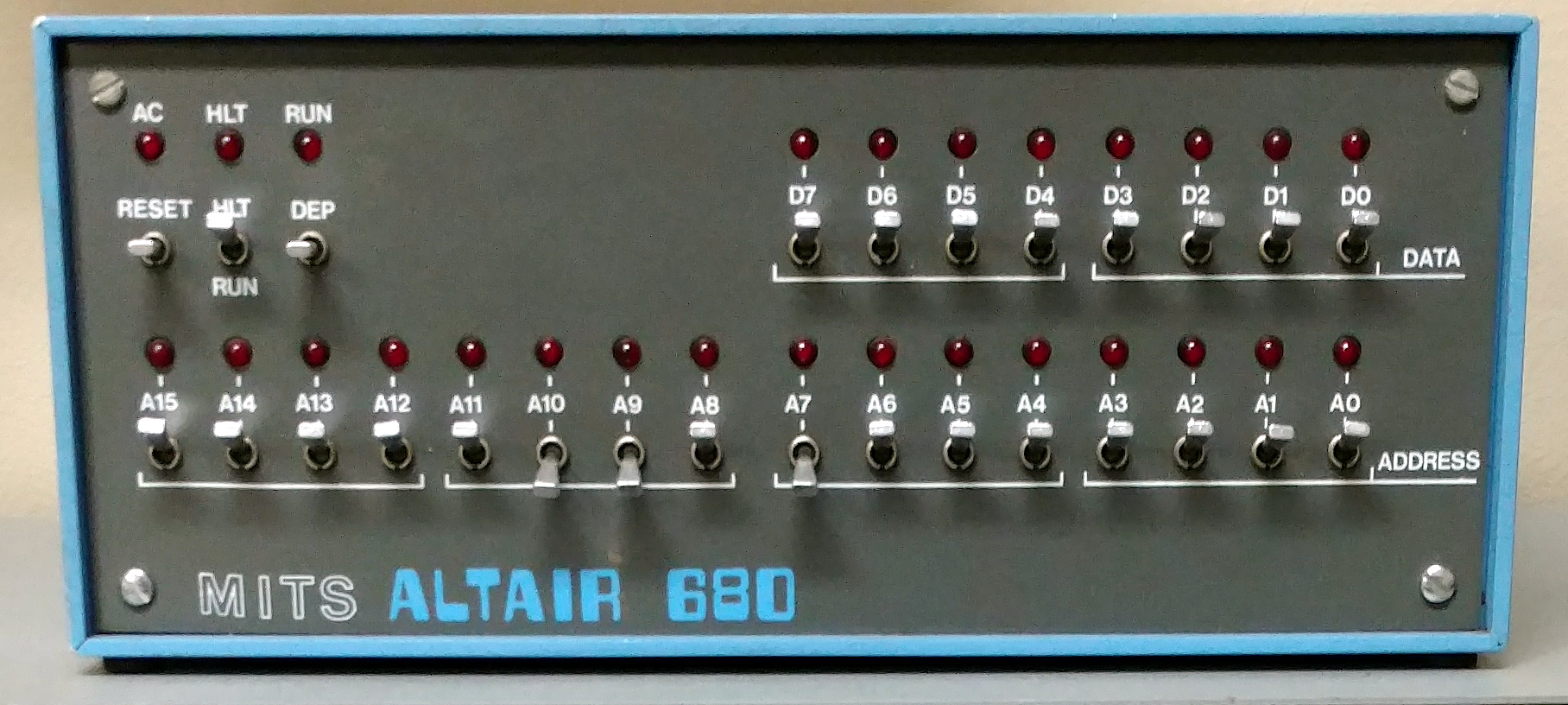
ميتس ألتير 680

كان جهاز MITS Altair 8800، أول جهاز كمبيوتر شخصي ناجح، يستخدم المعالج الدقيق Intel 8080، وقد ظهر على غلاف مجلة Popular Electronics في يناير 1975. طرح أول أجهزة كمبيوتر شخصية تستخدم جهاز Motorola 6800 في أواخر عام 1975. نشرت شركة Sphere Corporation في Bountiful، يوتا، إعلانًا على ربع صفحة في عدد يوليو 1975 من مجلة Radio-Electronics لمجموعة كمبيوتر $650 USD تحتوي على معالج دقيق 6800 و 4 kilobytes من ذاكرة الوصول العشوائي ولوحة فيديو ولوحة مفاتيح. سيؤدي هذا إلى عرض 16 سطرًا من 32 حرفًا على التلفزيون أو الشاشة. بدأت شحنات أجهزة كمبيوتر Sphere في نوفمبر 1975. أعلنت شركة Southwest Technical Products Corporation في سان أنطونيو، تكساس، رسميًا عن نظام الكمبيوتر SWTPC 6800 الخاص بها في نوفمبر 1975. قام واين جرين بزيارة مركز SWTPC في أغسطس 1975 ووصف مجموعة كمبيوتر SWTPC كاملة مع صور لنظام يعمل في العدد الصادر في أكتوبر 1975 من مجلة <i id="mwA1M">73</i>. صُمم SWTPC 6800 استنادًا إلى مجموعة شرائح تقييم تصميم Motorola MEK6800 واستخدم برنامج MIKBUG ROM. كان MITS Altair 680 على غلاف العدد الصادر في نوفمبر 1975 من مجلة Popular Electronics. استخدم جهاز Altair 680 معالجًا دقيقًا من طراز 6800، وعلى عكس جهاز SWTPC، كان يحتوي أيضًا على لوحة أمامية تحتوي على مفاتيح تبديل ومصابيح LED. كان لا بد من مراجعة التصميم الأولي وسُلمت أول شحنة من طائرة Altair 680B في أبريل 1976.
كانت شركة Sphere شركة ناشئة صغيرة وواجهت صعوبات في تقديم جميع المنتجات التي أعلنت عنها. لقد تقدموا بطلب إعلان إفلاسهم بموجب الفصل الحادي عشر في أبريل 1977. كان جهاز Altair 680B شائعًا، لكن شركة MITS ركزت معظم مواردها على نظام الكمبيوتر Altair 8800 الخاص بها، وخرجت من سوق الهوايات في عام 1978. كان جهاز كمبيوتر Southwest Technical Products هو الكمبيوتر الشخصي الأكثر نجاحًا الذي يعتمد على 6800. وبدأت شركات أخرى، على سبيل المثال، Smoke Signal Broadcasting (كاليفورنيا)، و Gimix (شيكاغو)، و Midwest Scientific (أولاثي، كانساس)، وHelix Systems (هازلوود، ميسوري)، في إنتاج لوحات متوافقة مع ناقل SWTPC 6800 وأنظمة كاملة. قامت شركة Technical Systems Consultants of West Lafayette, Indiana بتزويد برامج تعتمد على الأشرطة لأجهزة الكمبيوتر التي تعتمد على 6800 (ولاحقًا 6809)، وبعد أن أصبحت أنظمة الأقراص متاحة، قامت بتوفير أنظمة التشغيل وبرامج الأقراص أيضًا. كانت أنظمة 8080 أكثر شعبية بكثير من أنظمة 6800.

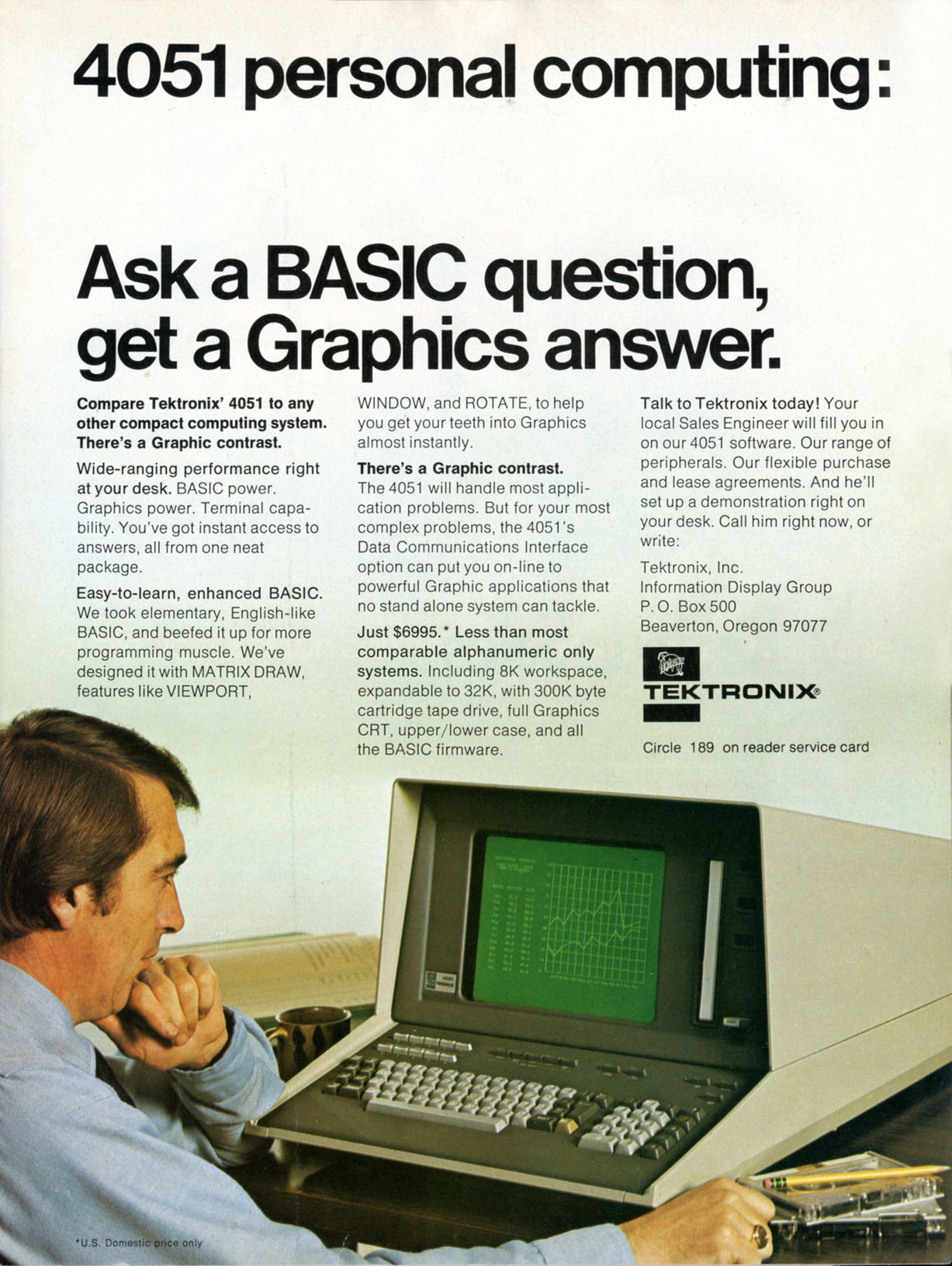
استخدم نظام الحوسبة الرسومية Tektronix 4051 المعالج الدقيق 6800.

قُدم نظام الحوسبة الرسومية Tektronix 4051 في أكتوبر 1975. كان هذا جهاز كمبيوتر مكتبي احترافيًا يحتوي على معالج دقيق 6800 بسعة تصل إلى 32 كيلو بايت من ذاكرة الوصول العشوائي للمستخدم، 300 شريط تخزين مغناطيسي بسعة 1 كيلو بايت، ونظام BASIC في ذاكرة القراءة فقط وشاشة عرض رسومية بدقة 1024 × 780. بيع جهاز Tektronix 4051 بمبلغ 7000 ( 33667 )، وهو أعلى بكثير من أجهزة الكمبيوتر الشخصية التي تستخدم 6800.
أُستخدم المعالج 6800 أيضًا في وحدة التحكم في الألعاب APF MP1000. استخدمت سلسلة Matsushita JR المعالج الدقيق Panasonic MN1800A NMOS، المتوافق مع MC6802.
قدمت شركة HP الآلة الحاسبة المكتبية 9815A استنادًا إلى 6800 في عام 1975. استخدمت جميع أجهزة HP الأخرى في ذلك الوقت تصميمات المعالج الخاصة بها. زود بـ 16 كيلو بايت من ذاكرة القراءة فقط و 2 كيلو بايت من ذاكرة الوصول العشوائي مع إمكانية توسيع الإدخال والإخراج الاختياري وتوسيع ذاكرة الوصول العشوائي إلى 4 كيلو بايت. تضمنت النسخة الأحدث من 9815S كلا الخيارين كمعيار.
كانت بنية ومجموعة تعليمات 6800 سهلة الفهم بالنسبة للمبتدئين، وقد قامت شركة Heathkit بتطوير دورة تدريبية للمعالج الدقيق ومدرب ET3400 6800. وقد أثبتت الدورة والمدرب شعبيتهما بين الأفراد والمدارس.
لم يكن معالج MC6809 (1979) من الجيل التالي من موتورولا، وهو معالج 8 بت، متوافقًا مع الكود الثنائي لمعالج 6800، ولكن كل أكواد التجميع تقريبًا كانت ستُجمع وتعمل على معالج 6809؛ وعملت شرائح الأجهزة الطرفية لعائلة 6800 بشكل طبيعي.

## مثال على الكود
الكود المصدر للغة التجميع 6800 التالي مخصص لبرنامج فرعي يسمى memcpy والذي يقوم بنسخ كتلة من بايتات البيانات بحجم معين من موقع إلى آخر. ينسخ كتلة البيانات بايت واحد في كل مرة، من العنوان الأدنى إلى العنوان الأعلى
```
; memcpy --

; Copy a block of memory from one location to another.

; Called as a subroutine, note return to saved PC addr on exit

; Entry parameters

;      cnt - Number of bytes to copy

;      src - Address of source data block

;      dst - Address of target data block

cnt
         
dw
      
$0000
       
; sets aside space for memory addr

src
         
dw
      
$0000
       
; sets aside space for memory addr

dst
         
dw
      
$0000
       
; sets aside space for memory addr

memcpy
      
public

            
ldab
    
cnt
+
1
       
;Set B = cnt.L

            
beq
     
check
       
;If cnt.L=0, goto check

loop
        
ldx
     
src
         
;Set IX = src

            
ldaa
    
ix
          
;Load A from (src)

            
inx
                 
;Set src = src+1

            
stx
     
src

            
ldx
     
dst
         
;Set IX = dst

            
staa
    
ix
          
;Store A to (dst)

            
inx
                 
;Set dst = dst+1

            
stx
     
dst

            
decb
                
;Decr B

            
bne
     
loop
        
;Repeat the loop

check
       
tst
     
cnt
+
0
       
;If cnt.H=0,

            
beq
     
done
        
;Then quit

            
dec
     
cnt
+
0
       
;Decr cnt.H

            
; loop back and do 256*(cnt.H+1) more copies (B=0) 

            
bra
     
loop
        
;Repeat the loop

done
        
rts
                 
;Return

```

## الأجهزة الطرفية
قائمة من "مكونات ميكروكومبيوتر موتورولا"، نوفمبر 1978. يُستخدم الإدخال/الإخراج المخصص للذاكرة، ويعين منافذ الإدخال/الإخراج إلى جزء من مساحة عنوان الذاكرة الرئيسية.
| الجزء   | الوصف                                      | الصورة |
| ------- | ------------------------------------------ | ------ |
| MCM6810 | ذاكرة وصول عشوائي (RAM) ثابتة سعة 128 بايت | كتيب   |
| MC6820  | محول واجهة طرفية (PIA)                     | كتيب   |
| MC6821  | محول واجهة طرفية (PIA)                     | كتيب   |
| MC6828  | وحدة تحكم مقاطعة (PIC) ذات الأولوية        | كتيب   |
| MCM6830 | ذاكرة قراءة فقط (ROM) سعة 1024 بايت        | كتيب   |
| MC6840  | وحدة مؤقت قابلة للبرمجة (PTM)              | كتيب   |
| MC6843  | وحدة تحكم القرص المرن (FDC)                | كتيب   |
| MC6844  | وحدة تحكم الوصول المباشر للذاكرة (DMAC)    | كتيب   |
| MC6845  | وحدة تحكم شاشة أشعة الكاثود (CRTC)         | كتيب   |
| MC6846  | مؤقت إدخال/إخراج ذاكرة القراءة فقط (ROM)   | كتيب   |
| MC6847  | مولد عرض الفيديو (VDG)                     |        |
| MC68488 | محول واجهة للأغراض العامة (GPIB) IEEE488   | كتيب   |
| MC6850  | محول واجهة الاتصال غير المتزامن (ACIA)     | كتيب   |
| MC6852  | محول البيانات التسلسلي المتزامن (SDAA)     | كتيب   |
| MC6854  | وحدة تحكم وصلة البيانات المتقدمة (ADLC)    | كتيب   |
| MC6859  | جهاز أمان البيانات (DSD)                   |        |
| MC6860  | مودم رقمي 0-600 بت/ثانية                   | كتيب   |
| MC6862  | مُعدّل تردد 2400 بت/ثانية                    | كتيب   |
| MC6870  | ساعة المعالج الدقيق ثنائية الطور           | إعلان  |
| MC6875  | مولد ساعة                                  | كتيب   |
| MC6883  | مُضاعِف العناوين المتزامن (SAM)              |        |

## المصادر الثانية

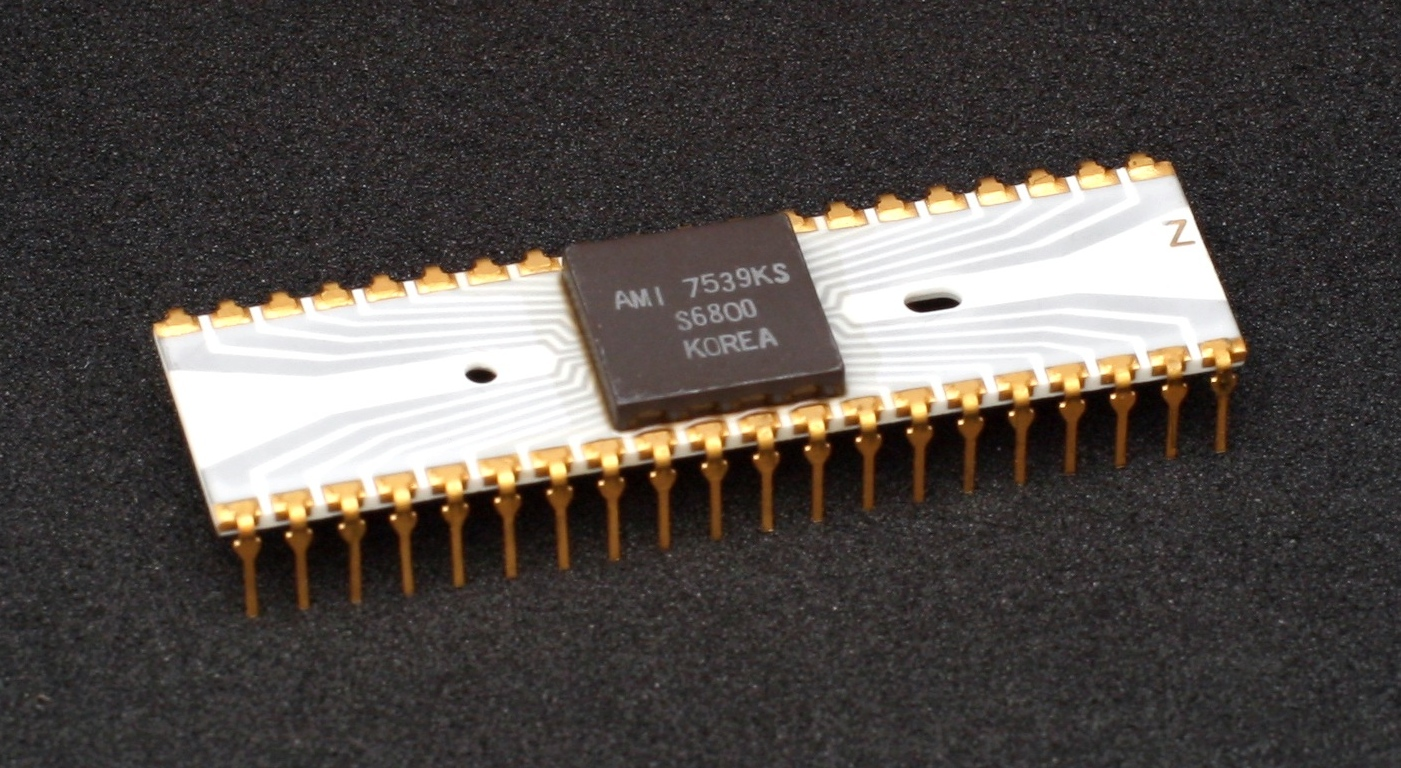
وحدة معالجة الرسومات AMI S6800
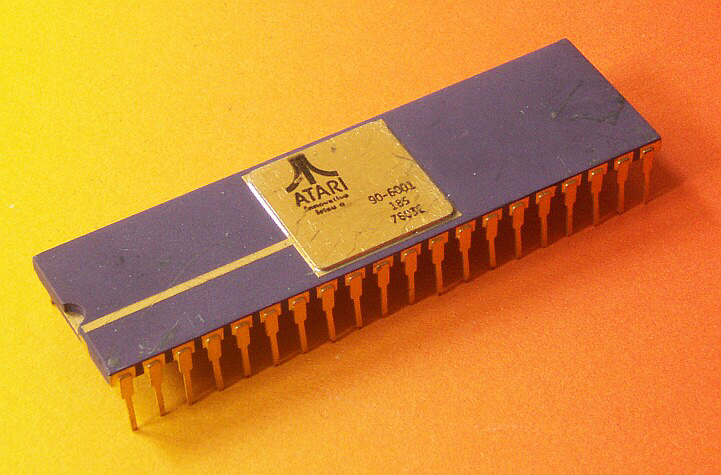
أتاري 90-6001
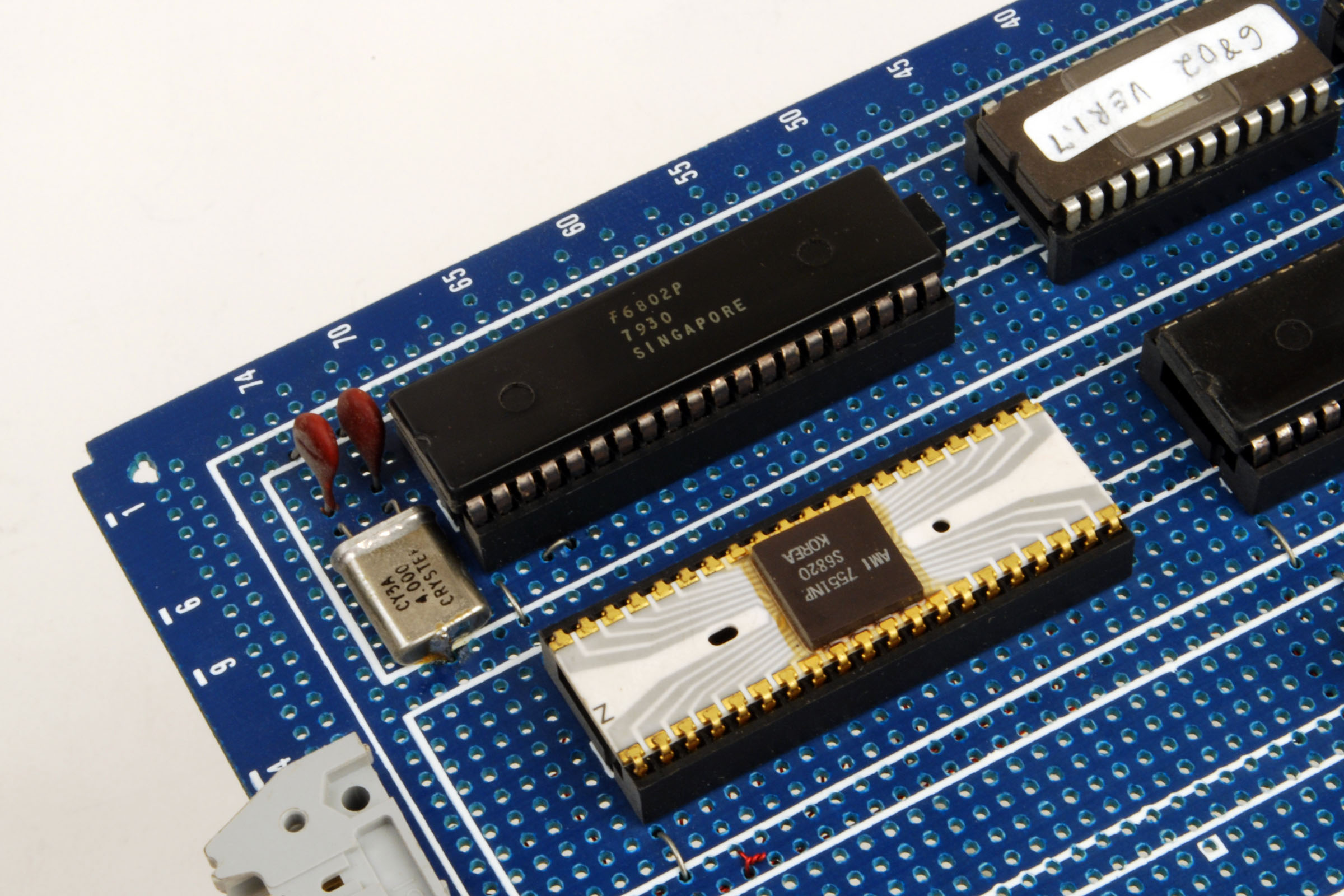
Fairchild F6802P وAMI S6820 PIA
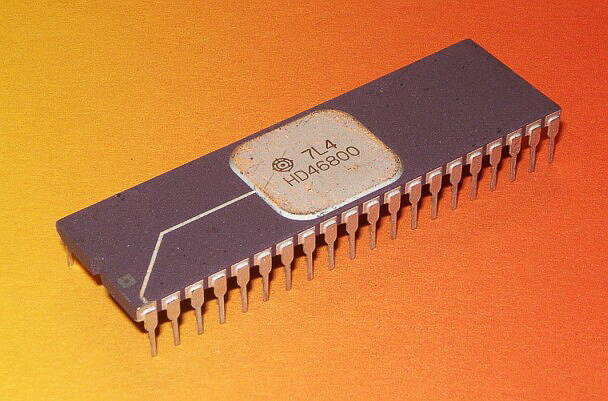
هيتاشي HD46800